# Biserica fortificată din Hetiur

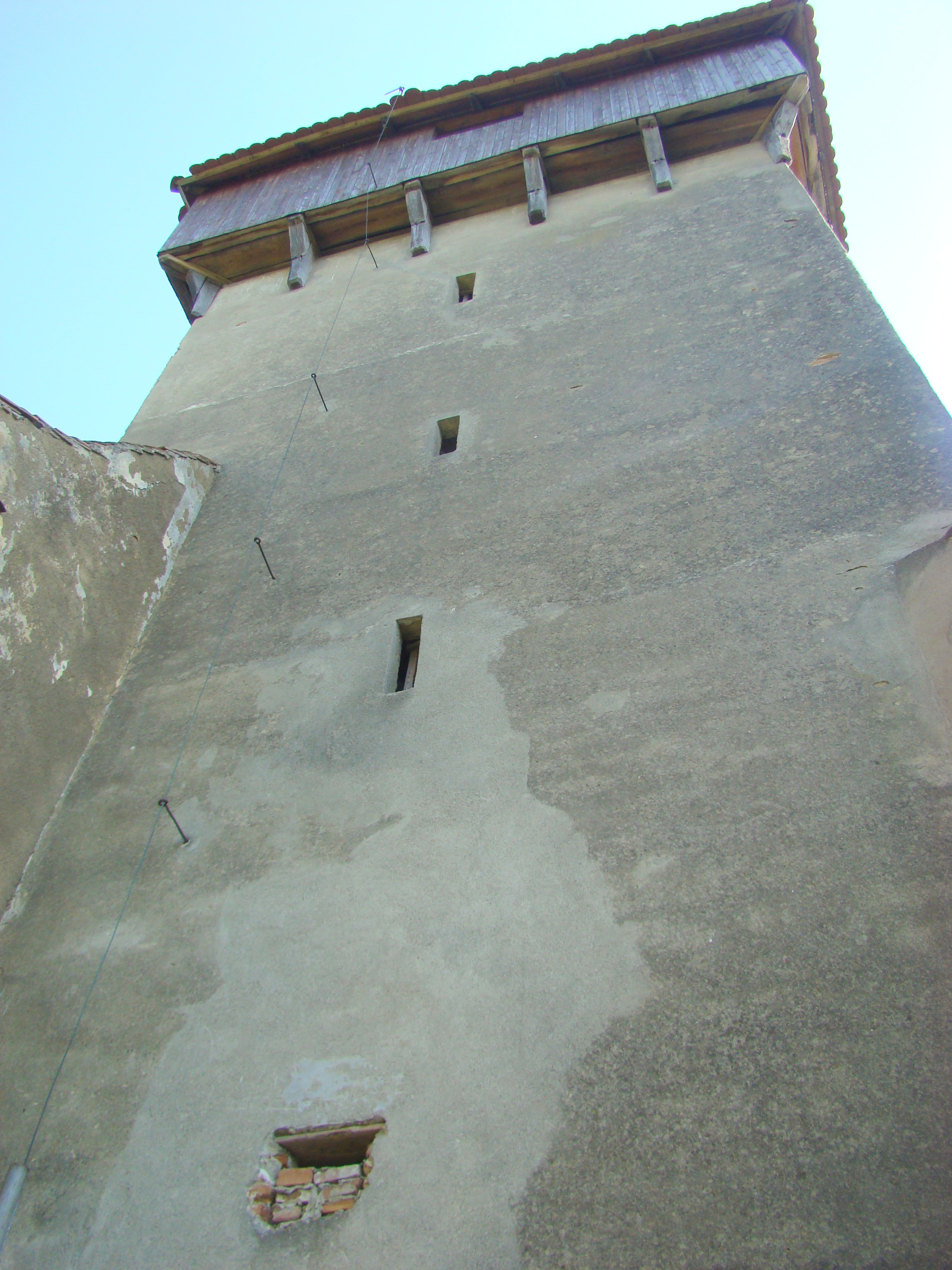
Turnul-clopotniţă cu drum de strajă

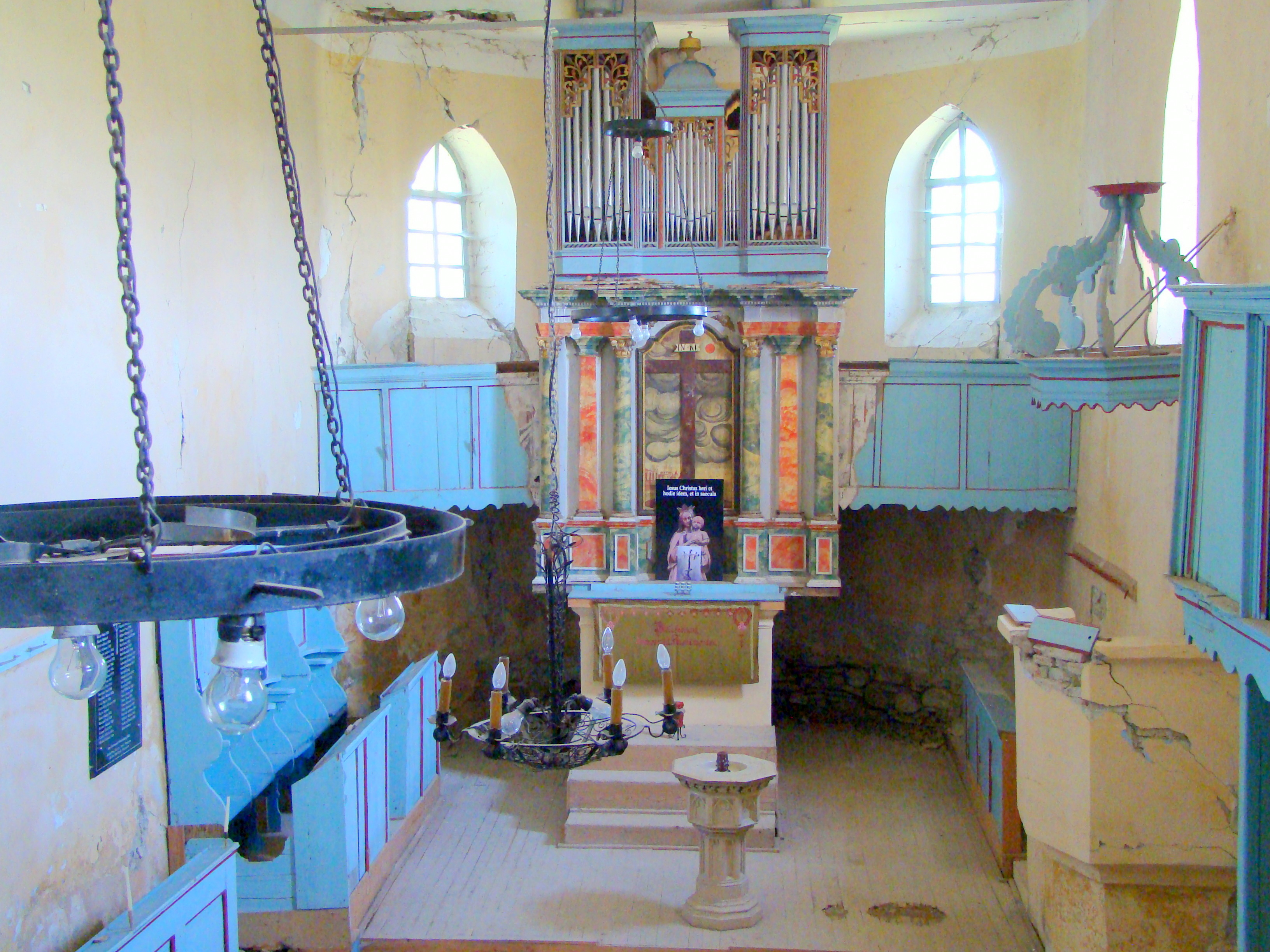
Interiorul bisericii-sală

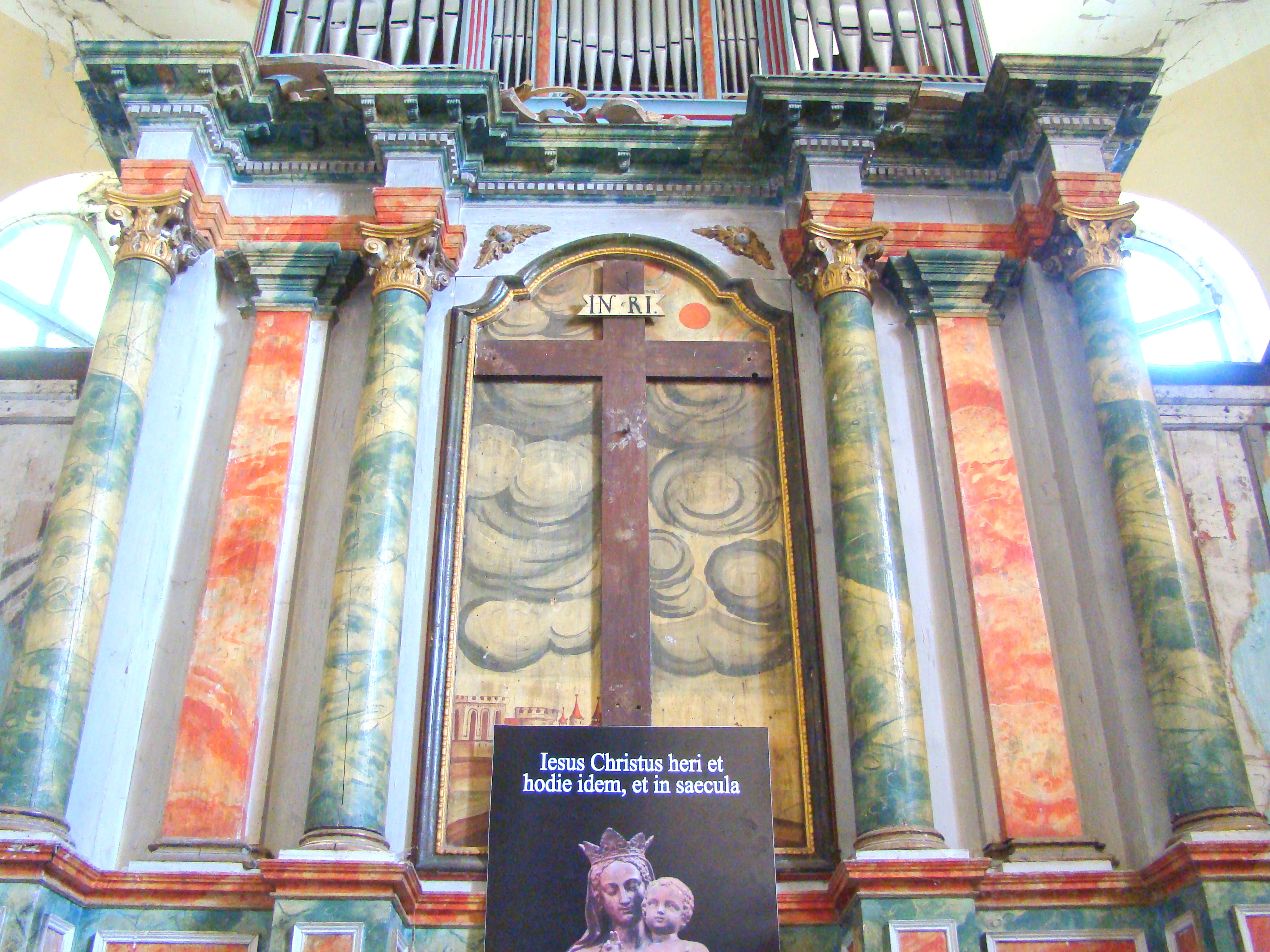
Altarul baroc din 1789

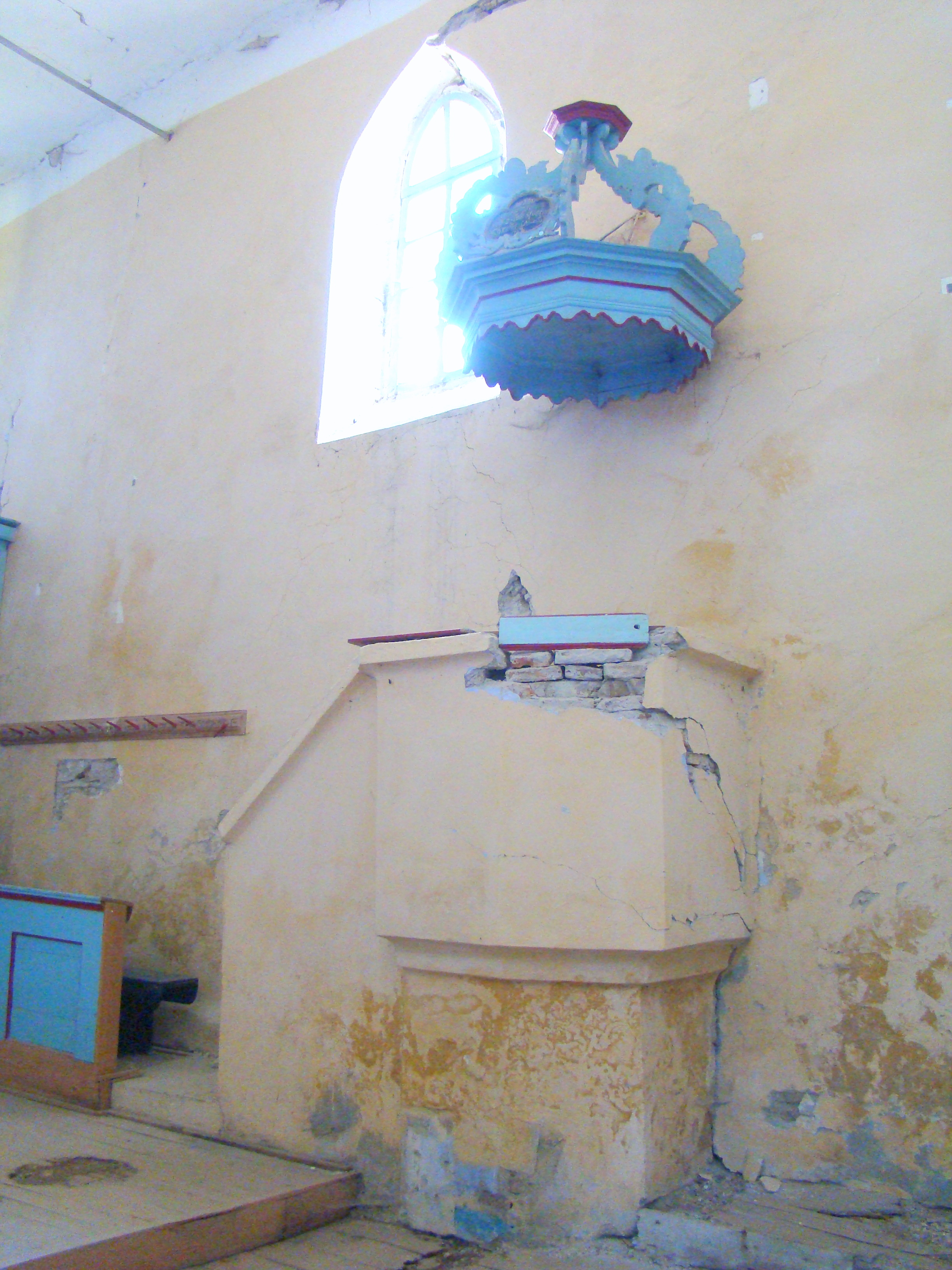
Amvonul

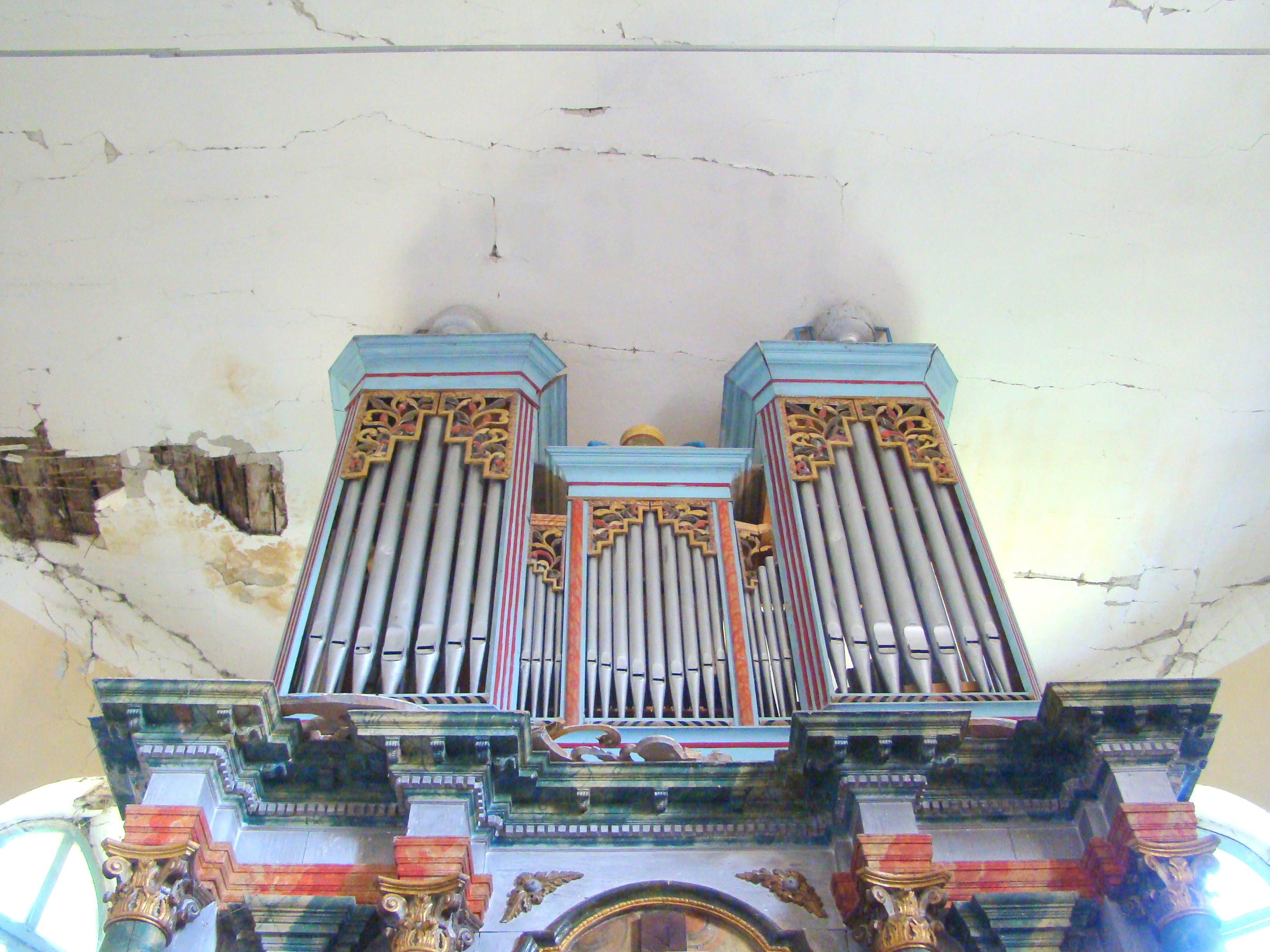
Orga construită în 1850

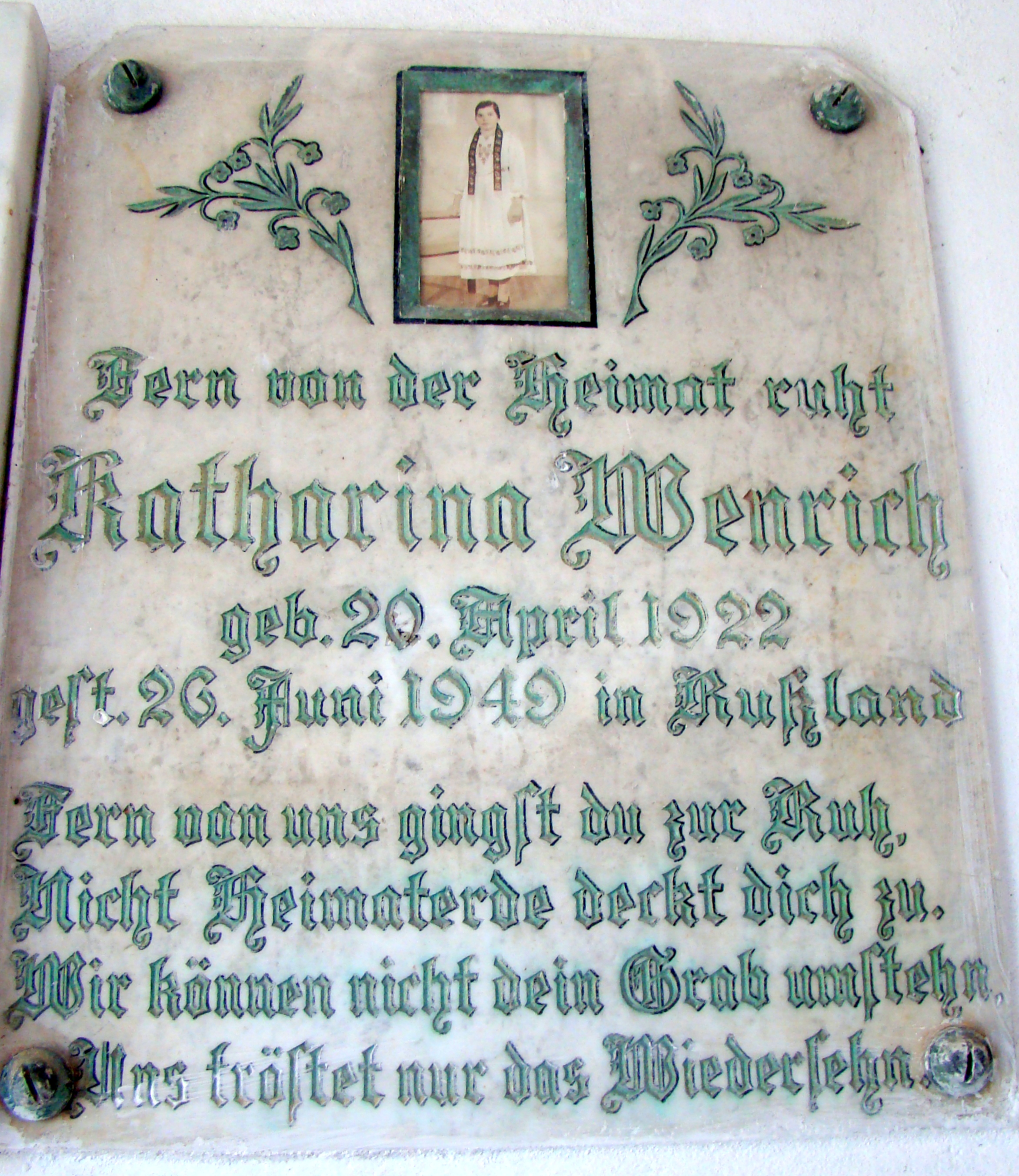
Placă comemorativă

Biserica evanghelică din Hetiur este un monument istoric aflat pe teritoriul satului aparținător Hetiur al municipiului Sighișoara. În Repertoriul Arheologic Național, monumentul apare cu codul 114596.01.

## Localitatea
Hetiur, mai demult Hetur, Hetura (în dialectul săsesc Marembrich, în germană Marienburg, Meremberg, în maghiară Hétúr) este un sat ce aparține municipiului Sighișoara din județul Mureș, Transilvania, România. Prima atestare documentară datează din anul 1301.

## Biserica
Biserica gotică de mici dimensiuni, sprijinită de contraforturi, este  situată pe colina ce mărginește drumul european, la intrarea în sat. A fost construită în secolul XV, inițial biserică catolică, cu hramul Sfânta Maria, de unde și denumirea localității de „Marienburg”. Turnul-clopotniță, prevăzut cu drum de strajă, a fost ridicat în anul 1744. Clopotul datează din secolul XVI și este inscripționat cu textul „Iesus O Rex Gloriae Veni Cum Pace”. Altarul baroc din anul 1789 a fost realizat de meșterul sighișorean Johann Folbert. Biserica se află într-o stare avansată de degradare (tavanul stă să se prăbușească, pereții sunt scorojiți, mobilierul este deteriorat, amvonul a fost spart), fiind afectată și de numeroase acte de vandalism; și altarul a fost pângărit prin sustragerea statuii Mântuitorului de pe cruce. Orga, aflată deasupra altarului, a fost construită de Samuel Friedrich Binder în 1850; este deteriorată, nefuncțională.

## Imagini din exterior

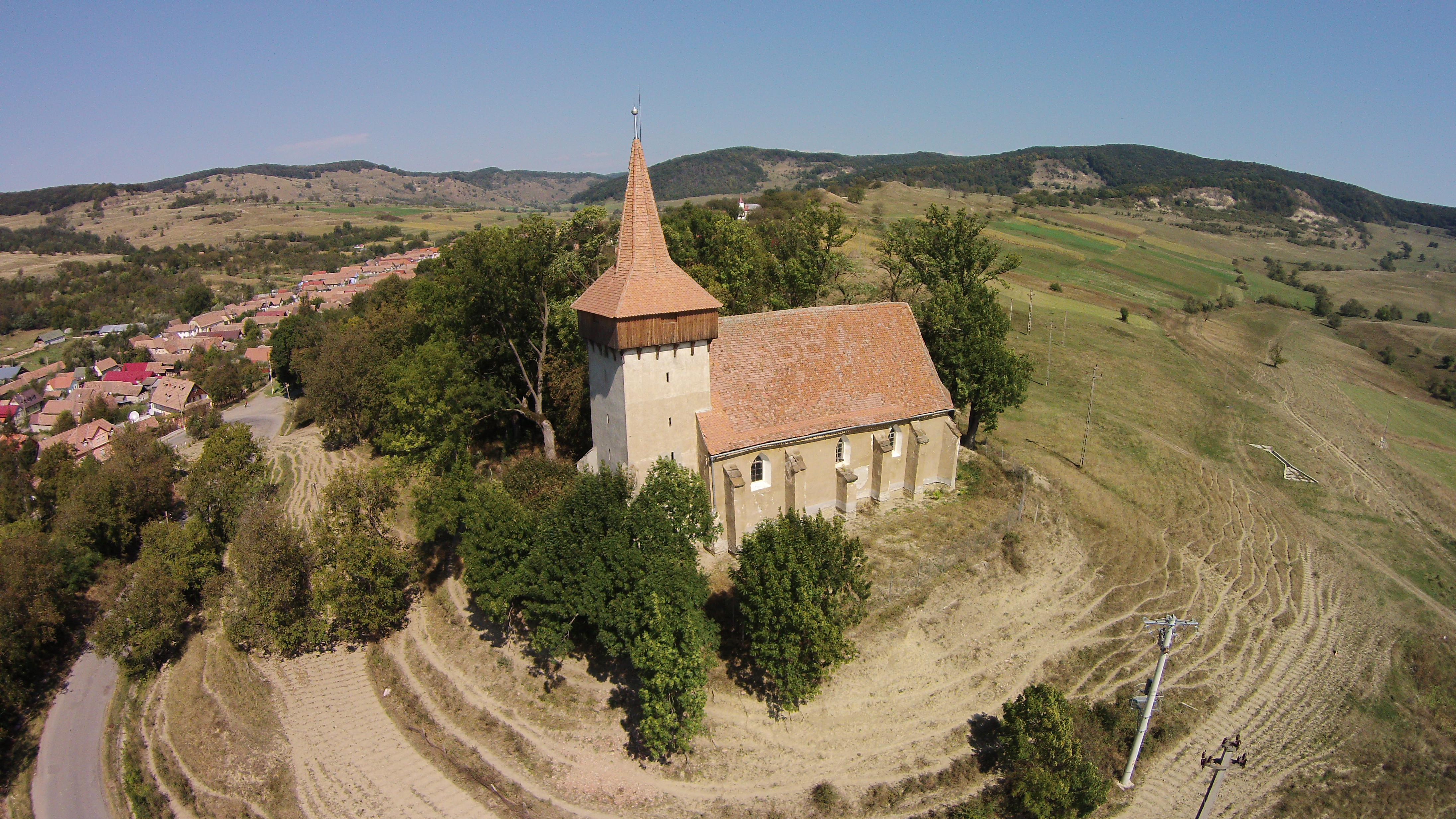
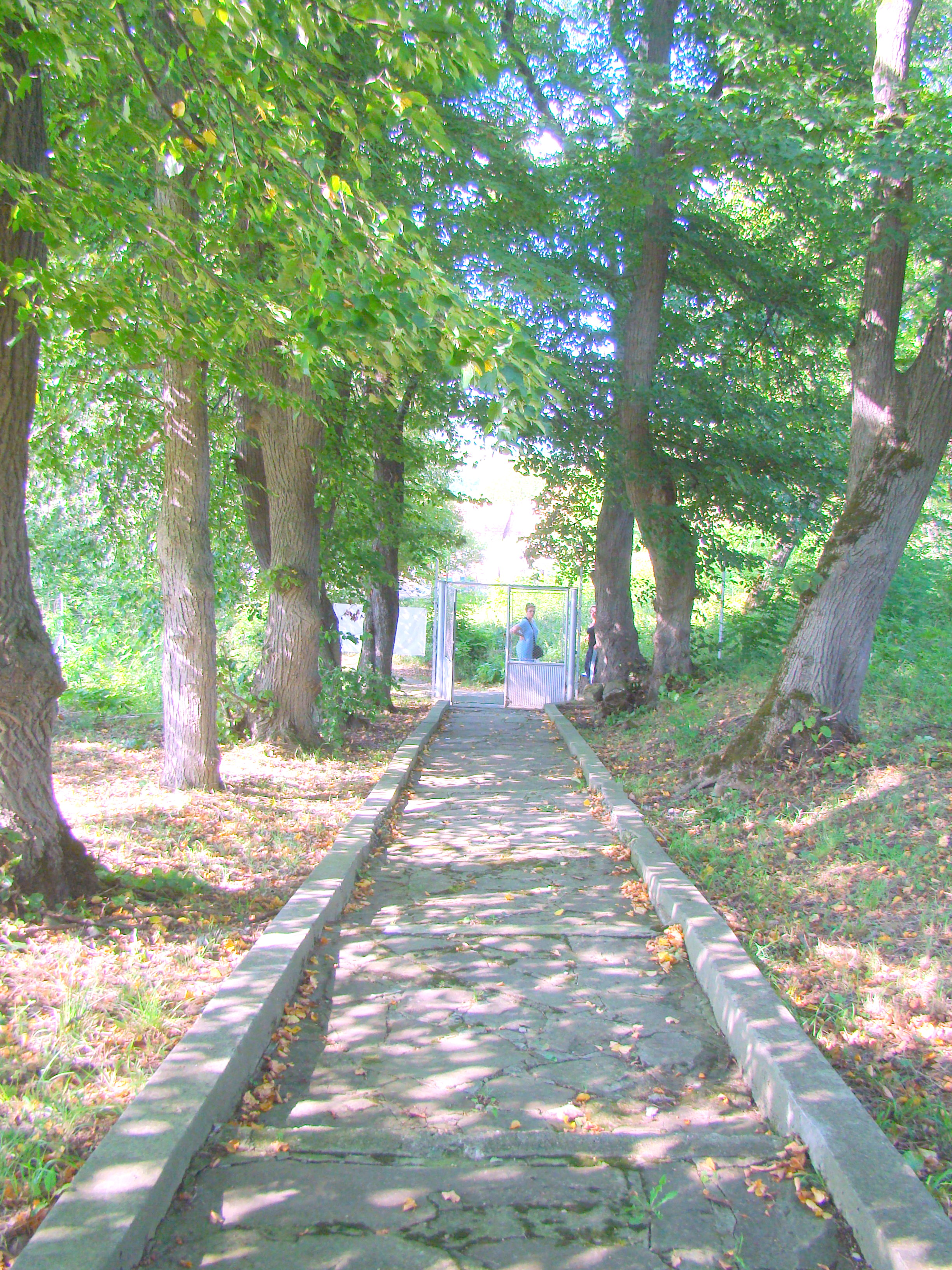
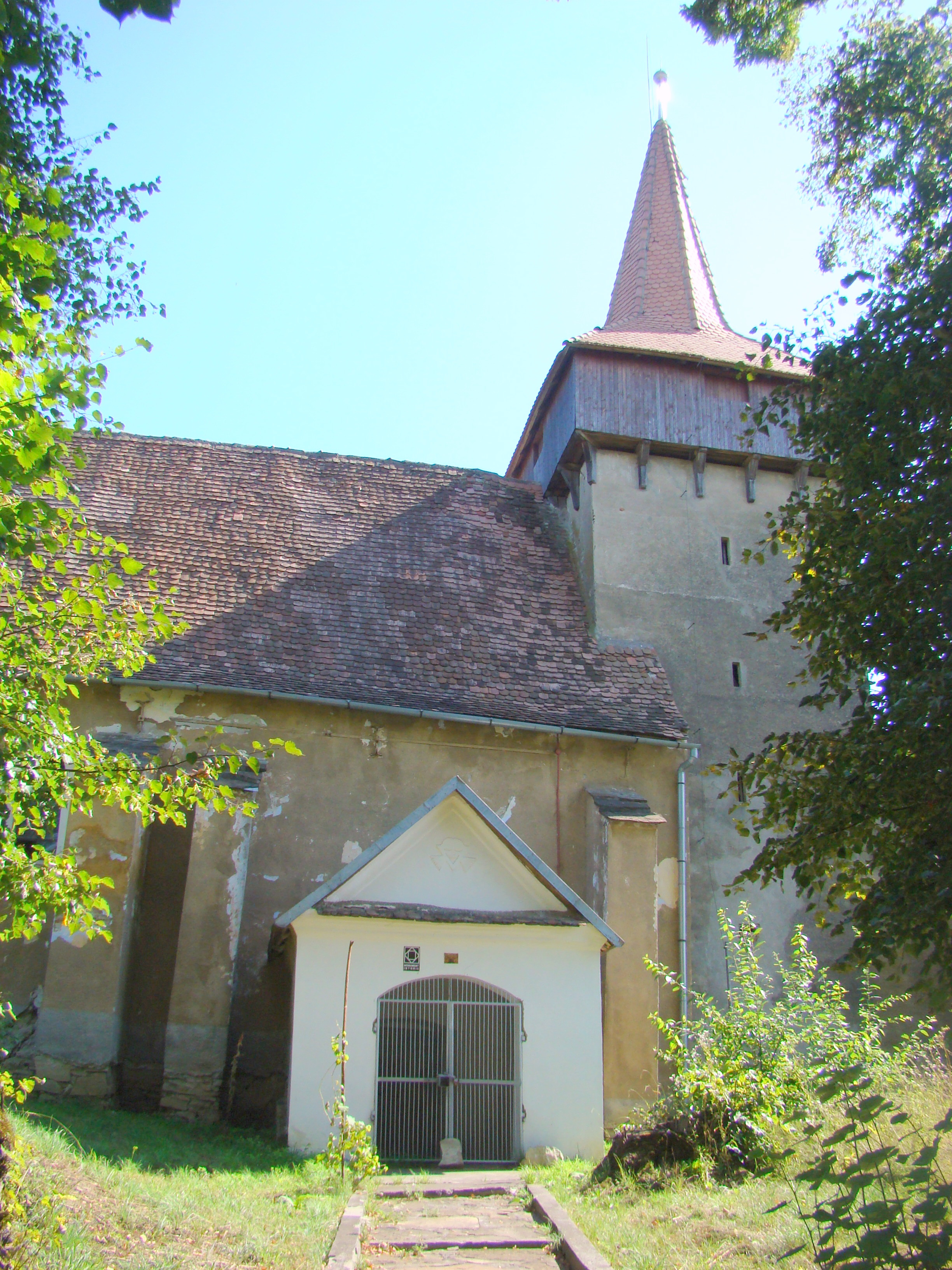
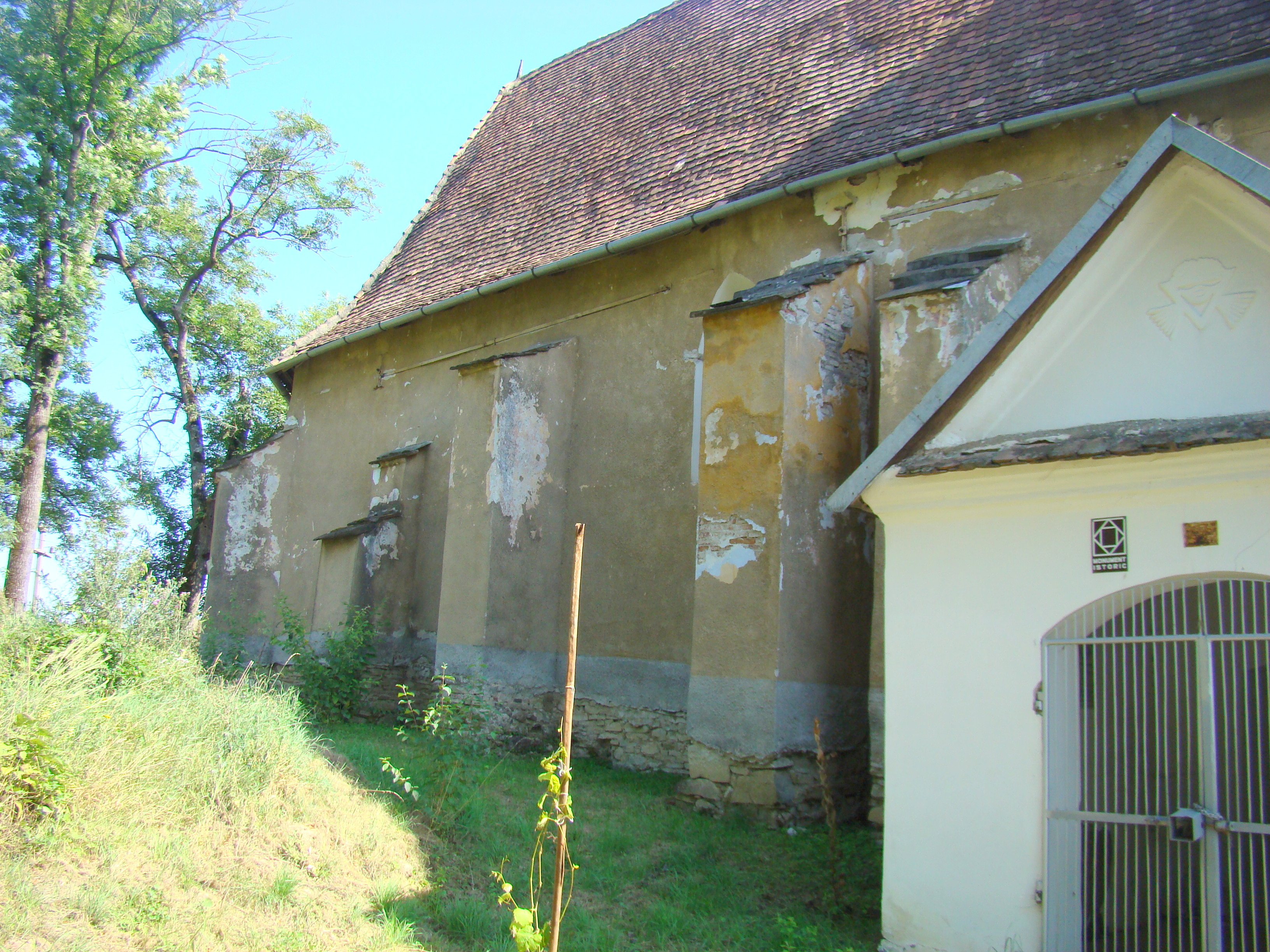
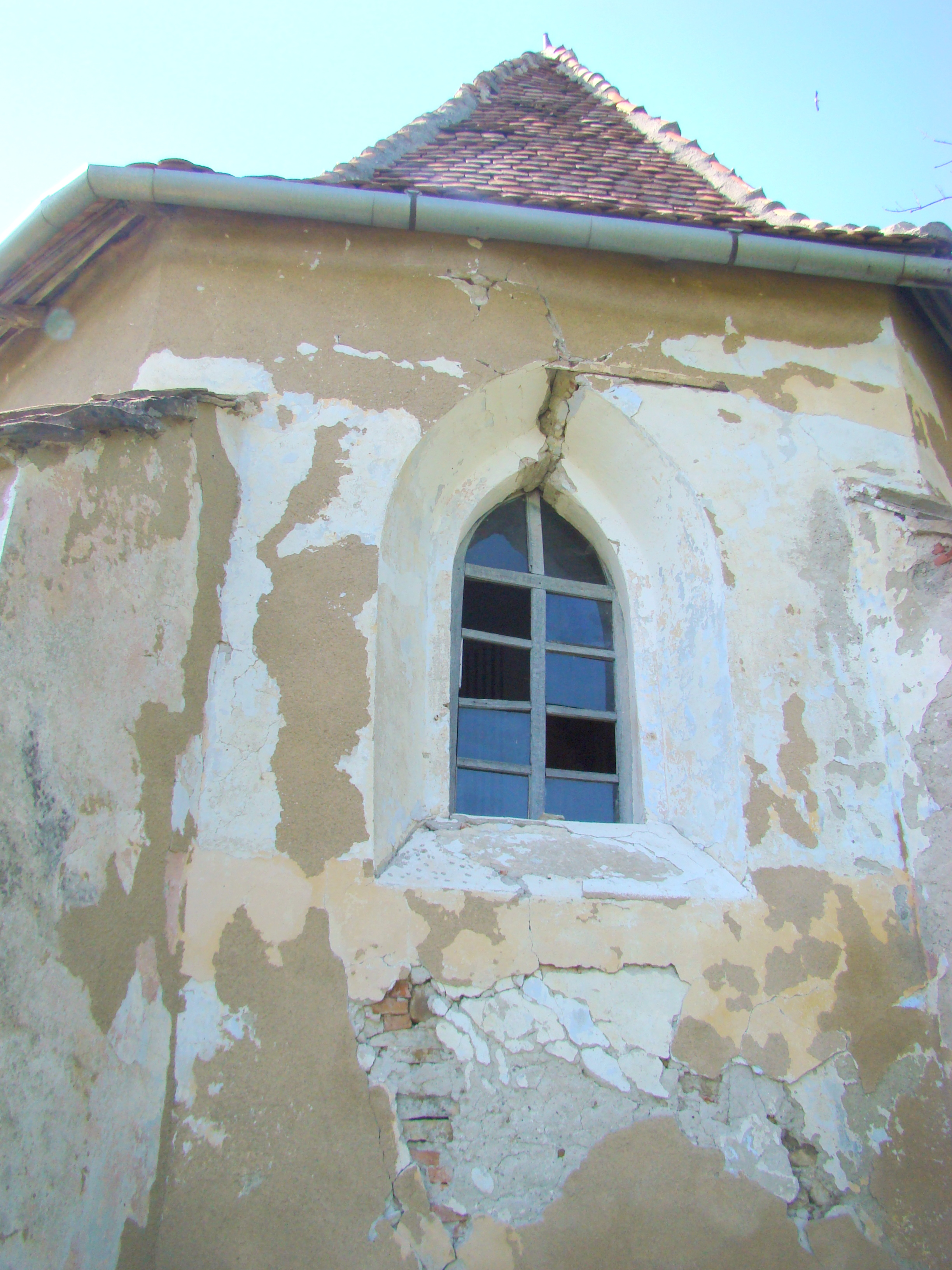
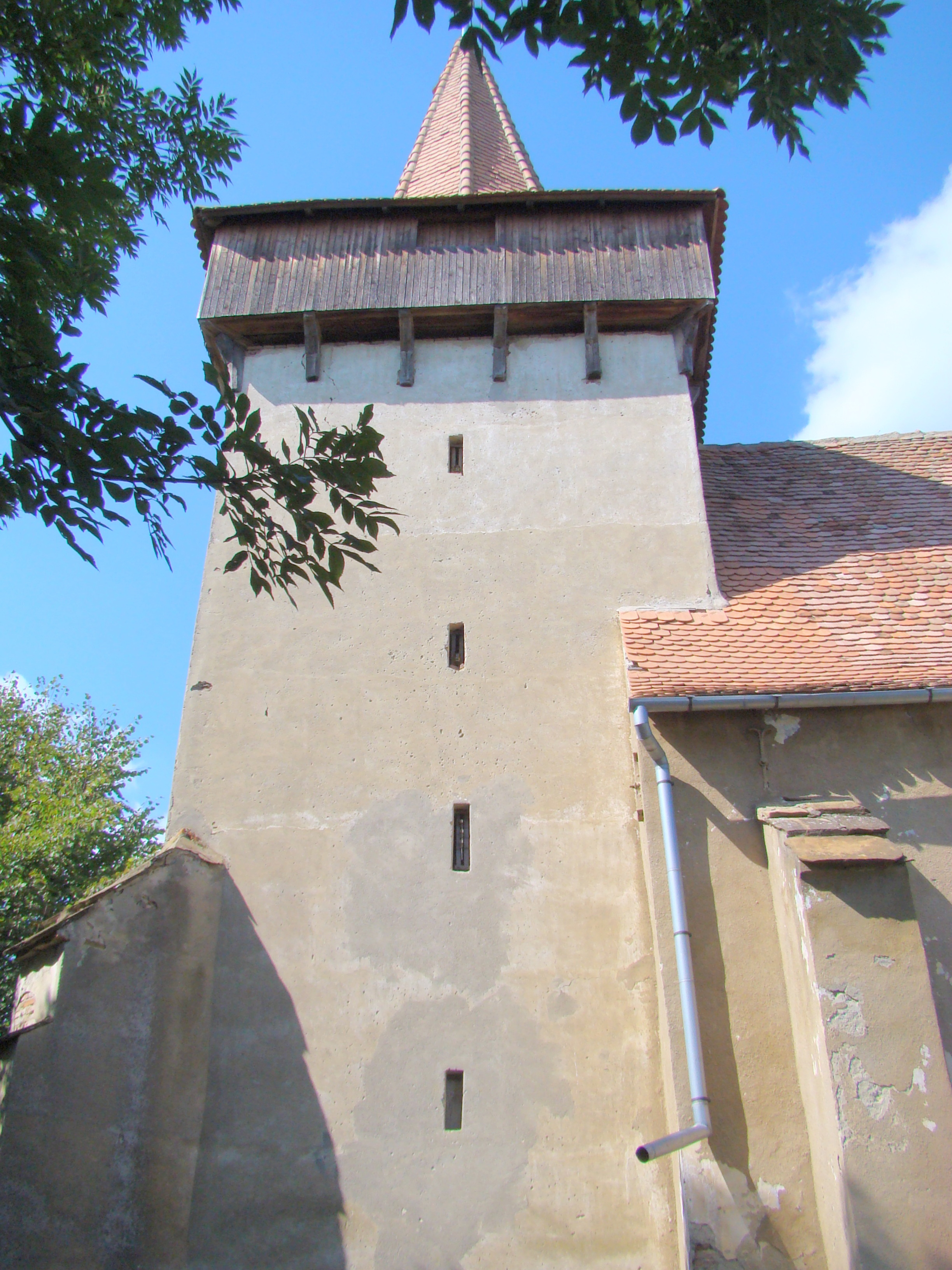
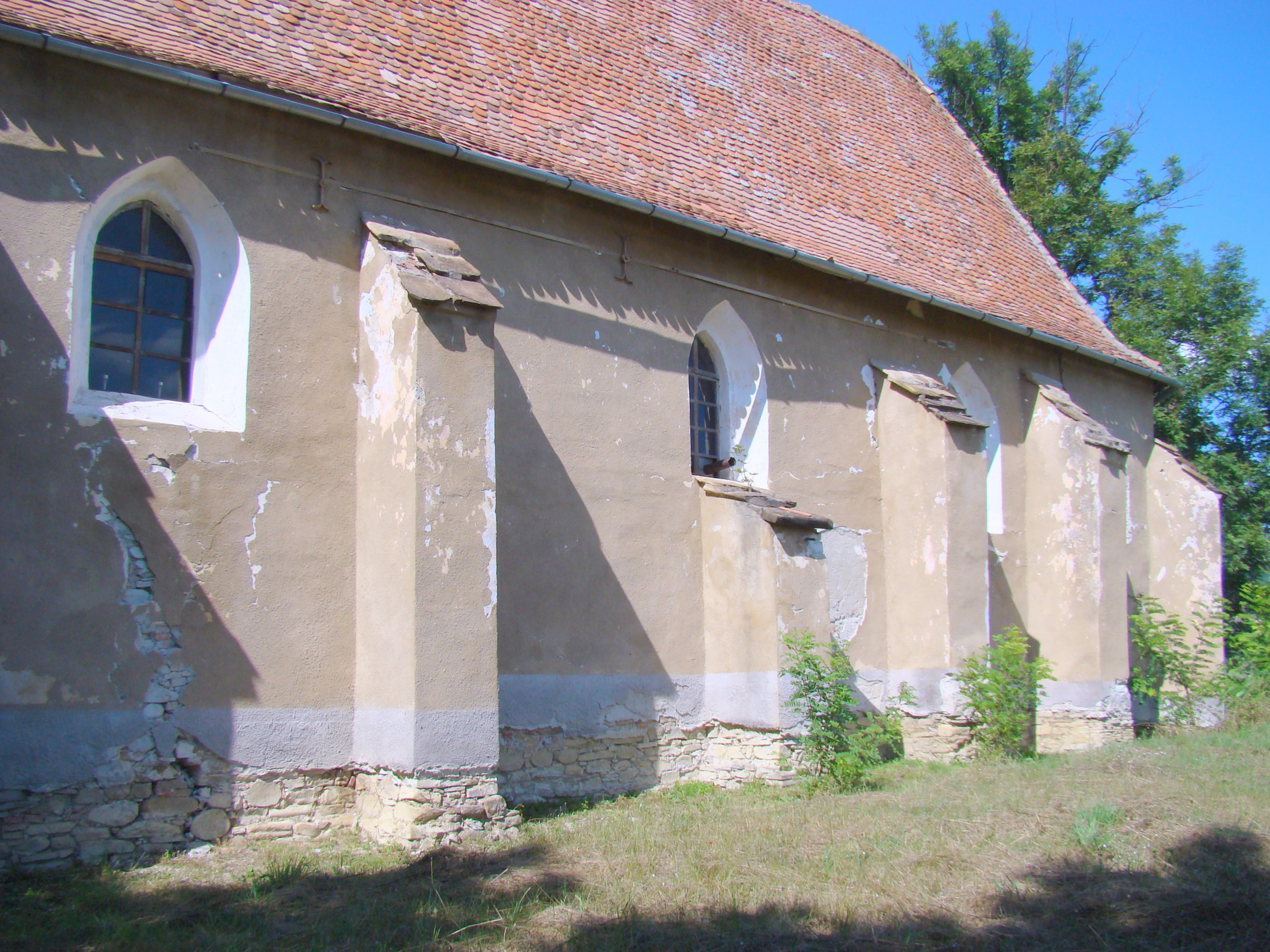
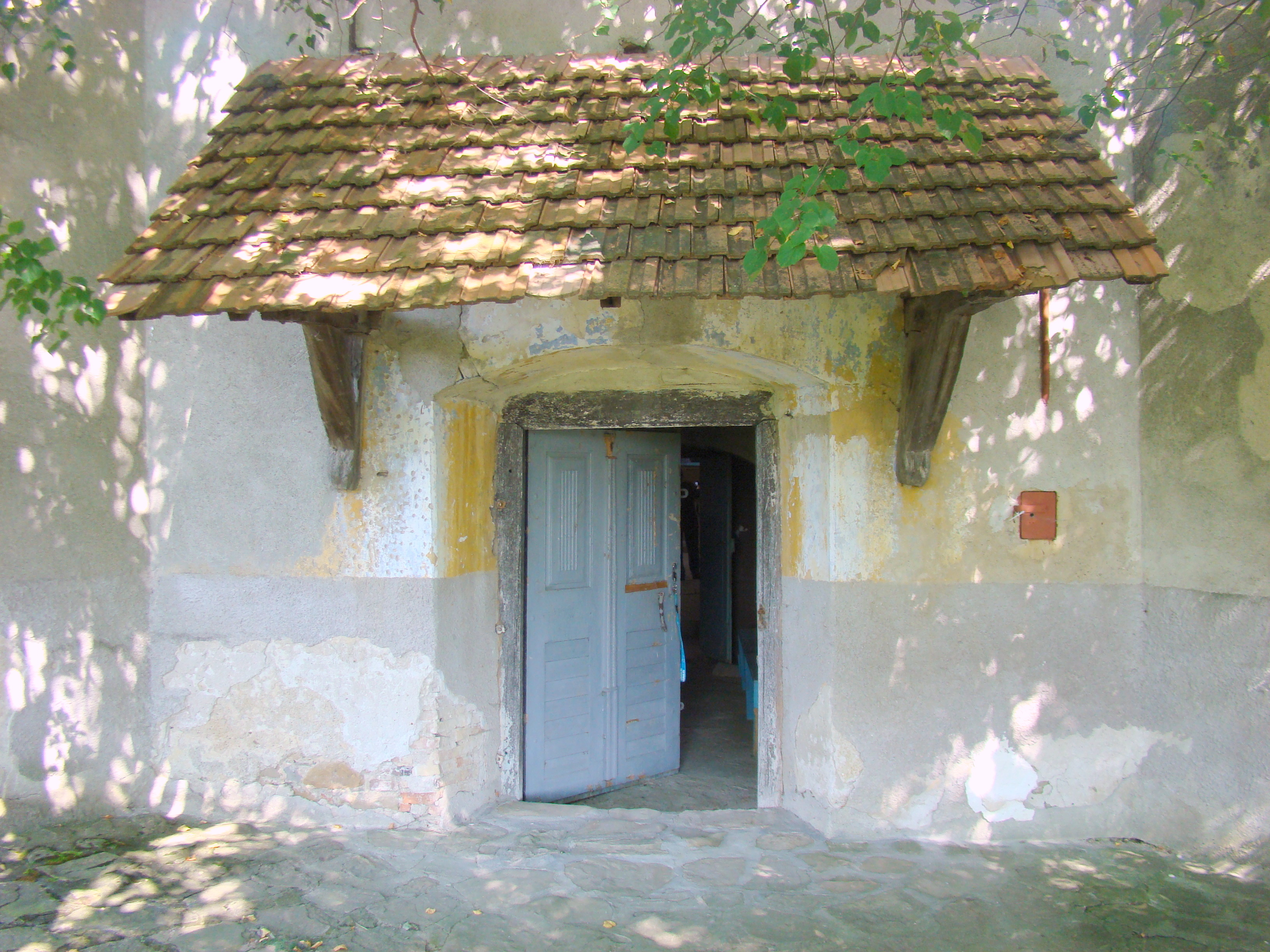
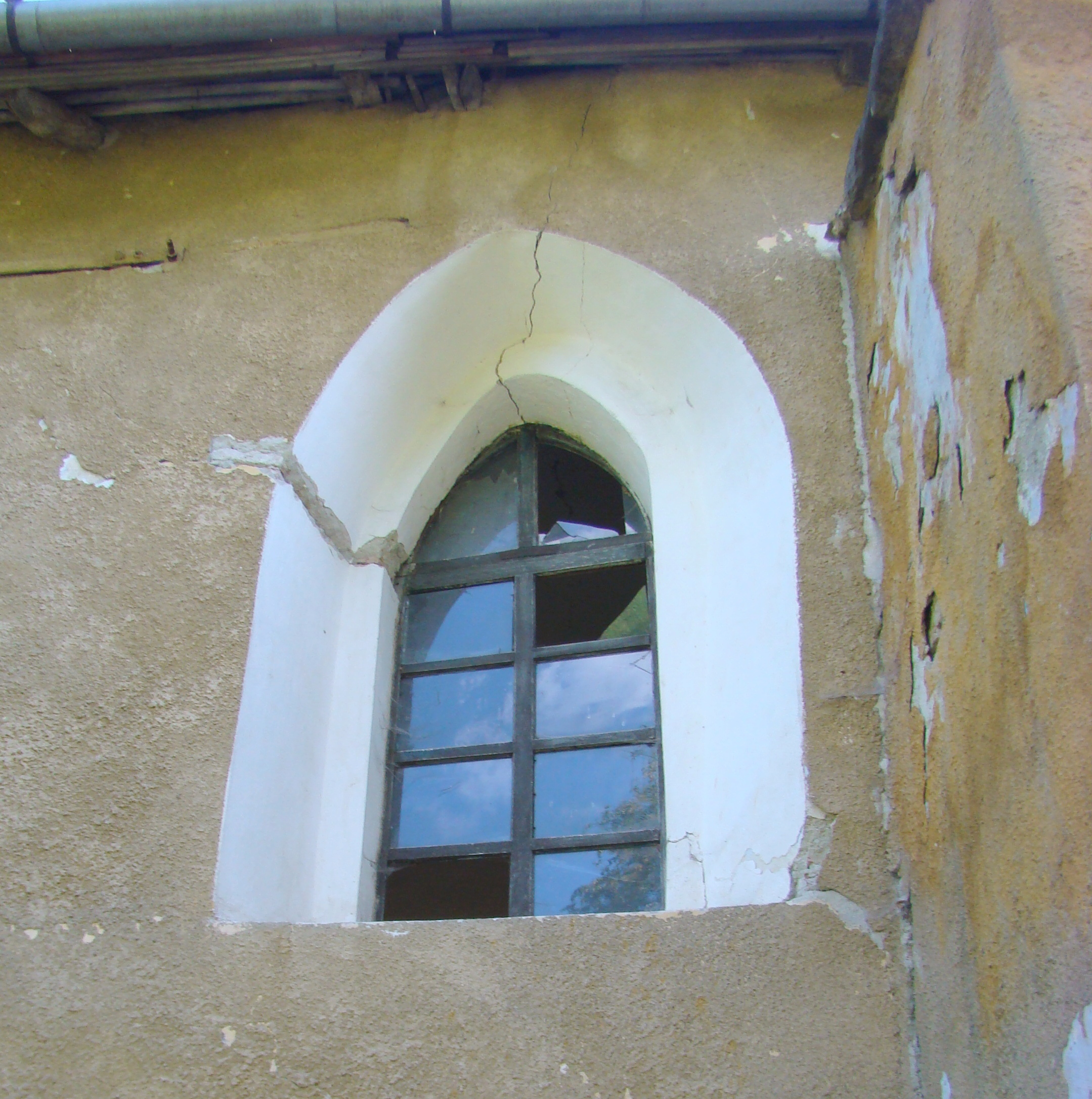
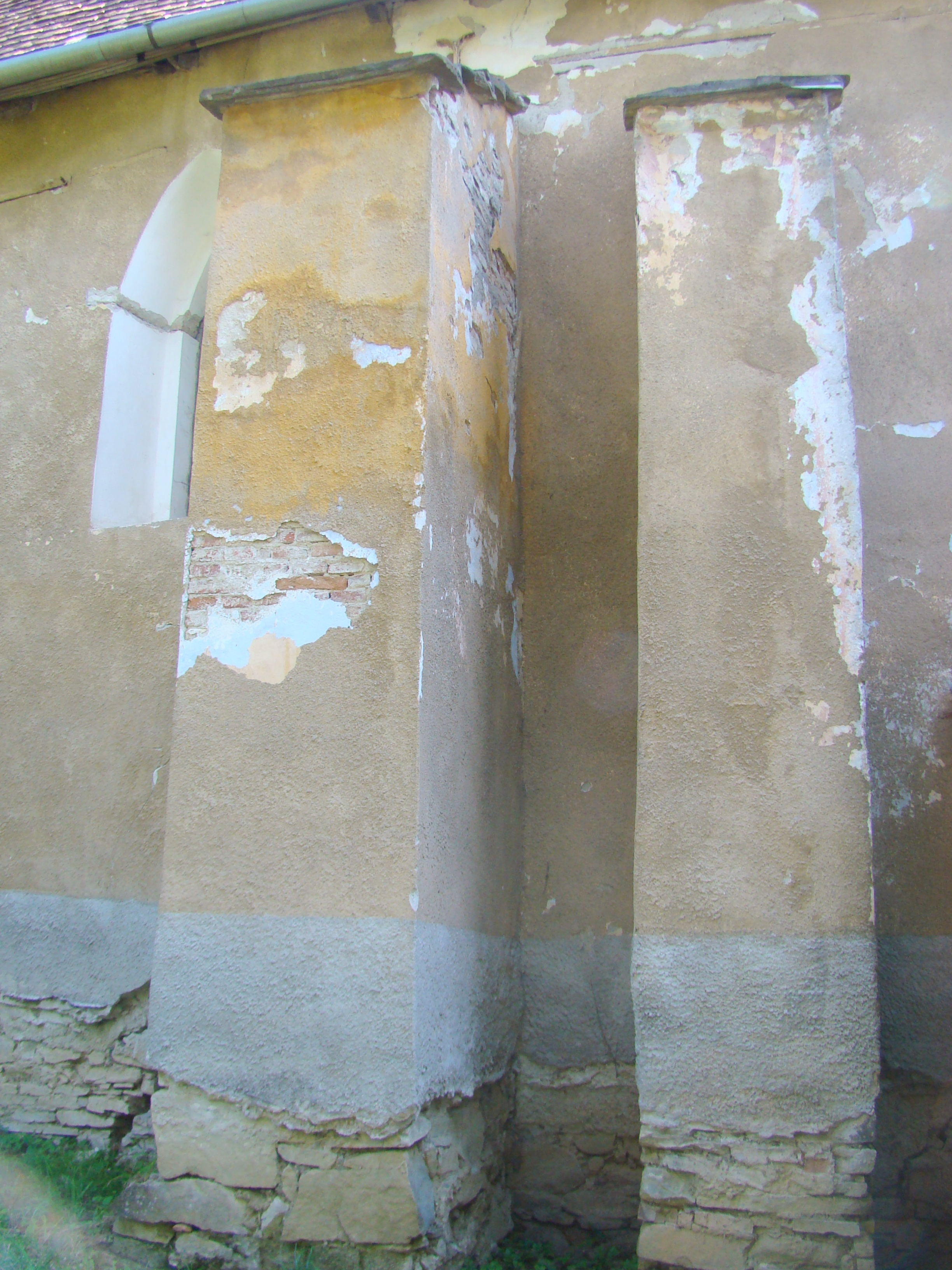
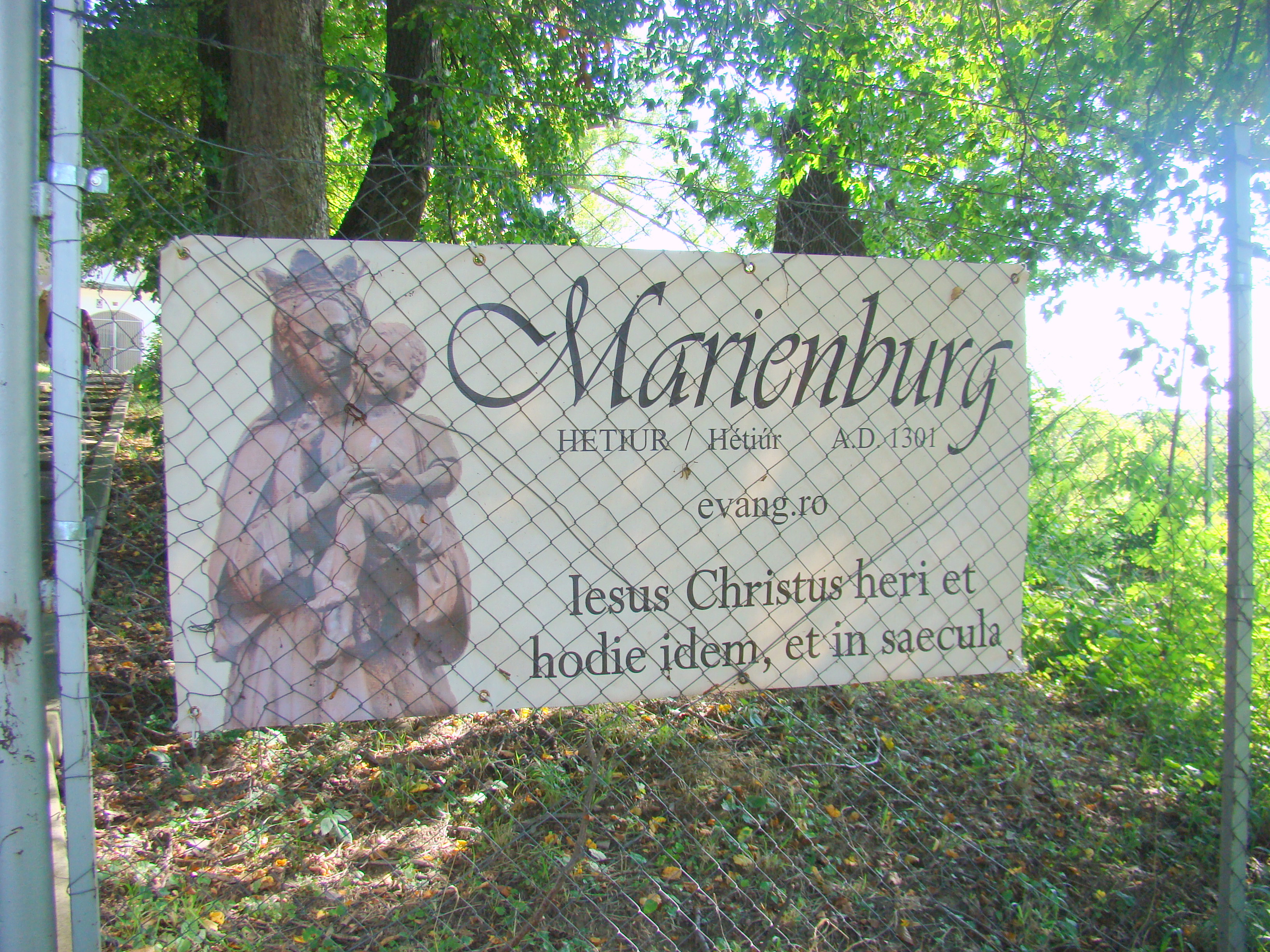
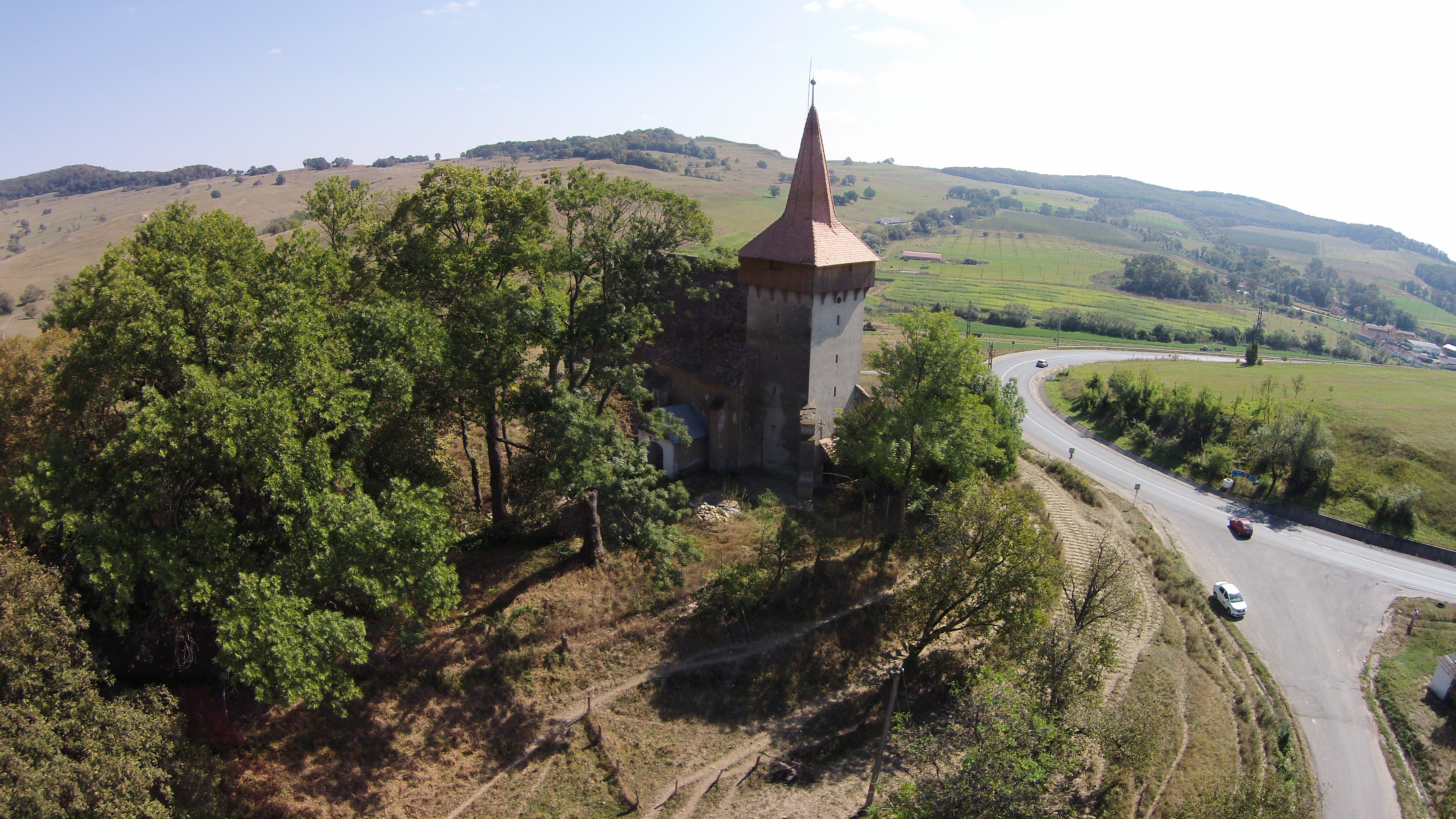

## Vezi și
- Hetiur, Mureș

## Imagini din interior

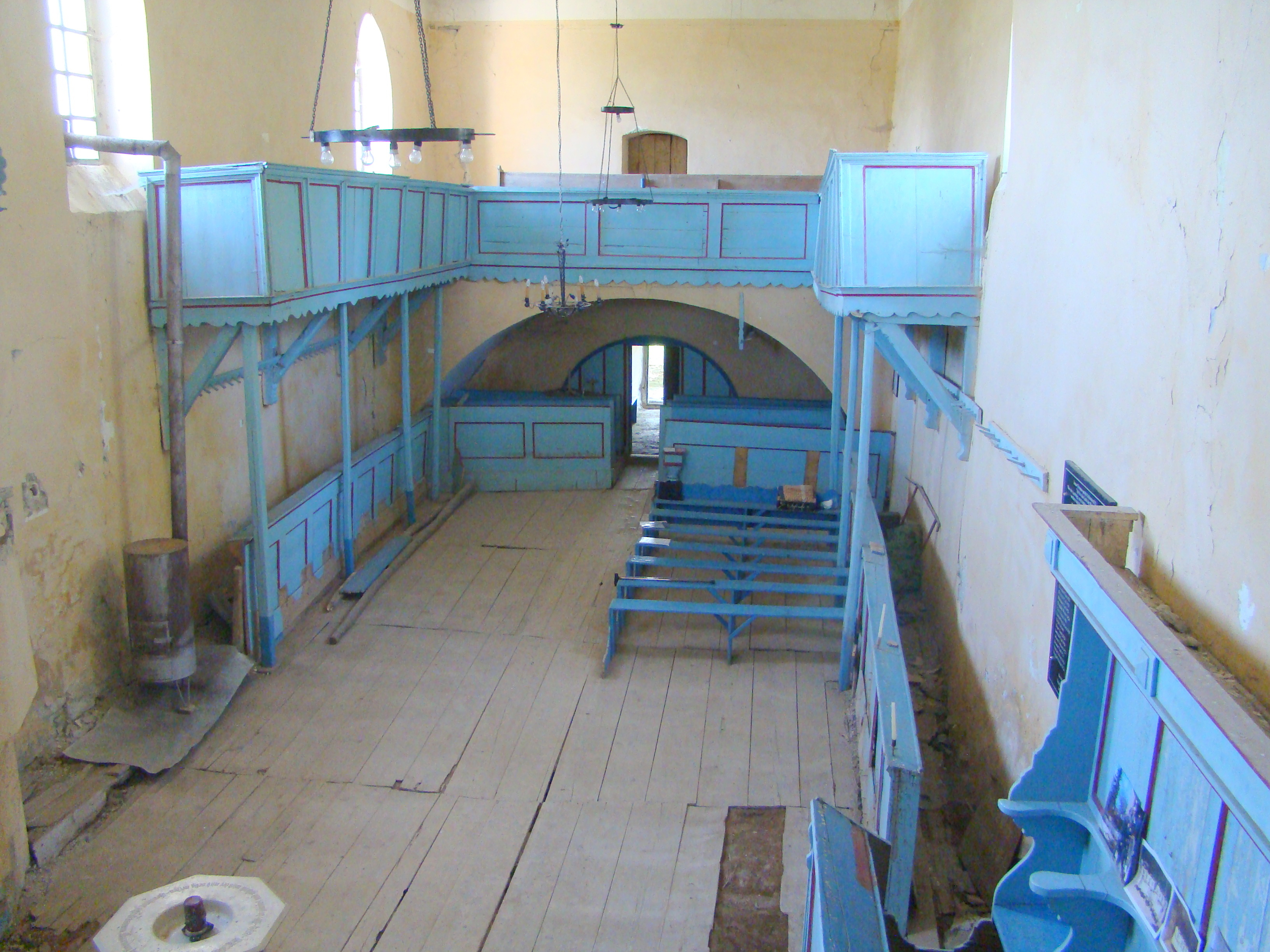
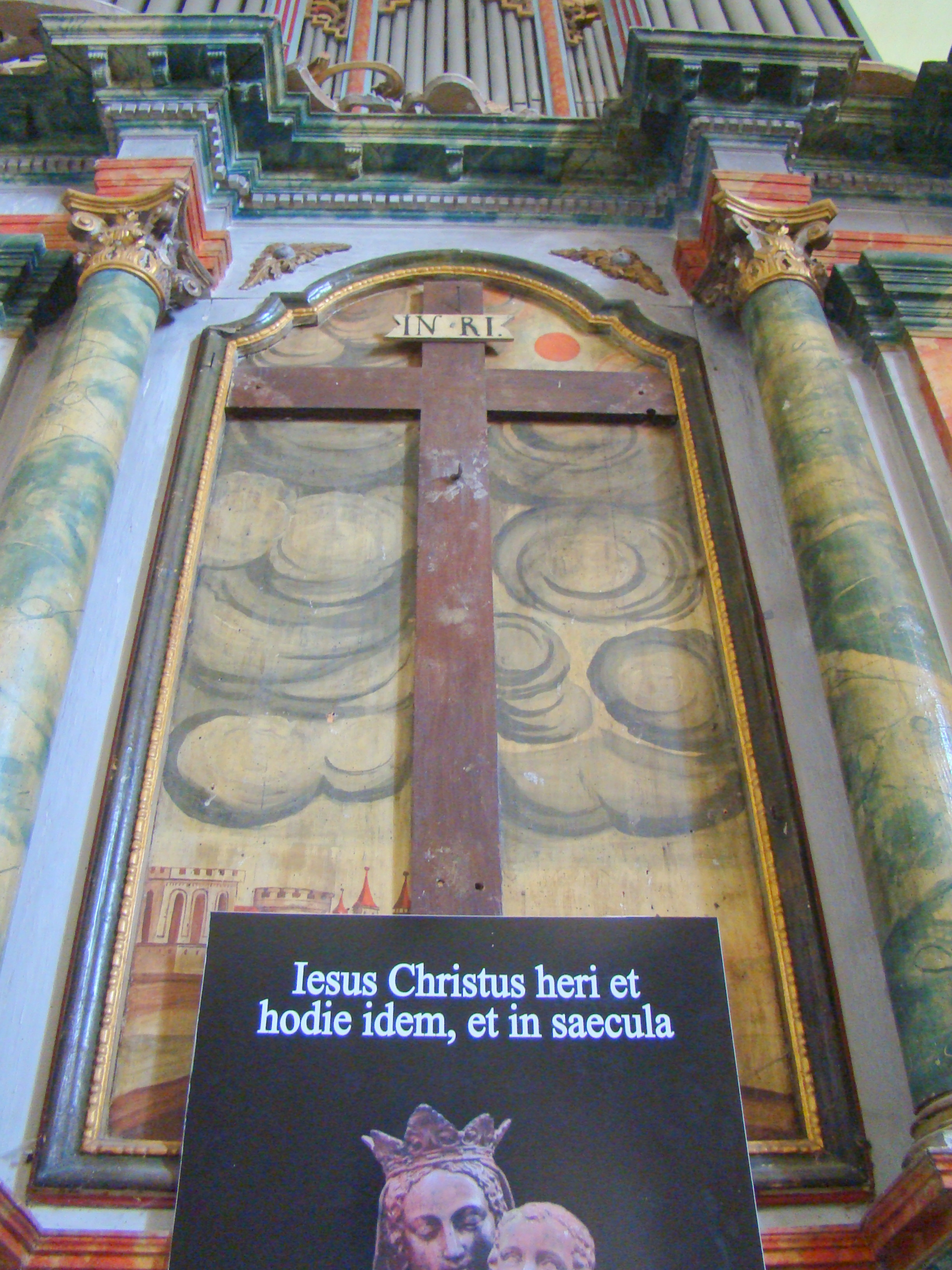
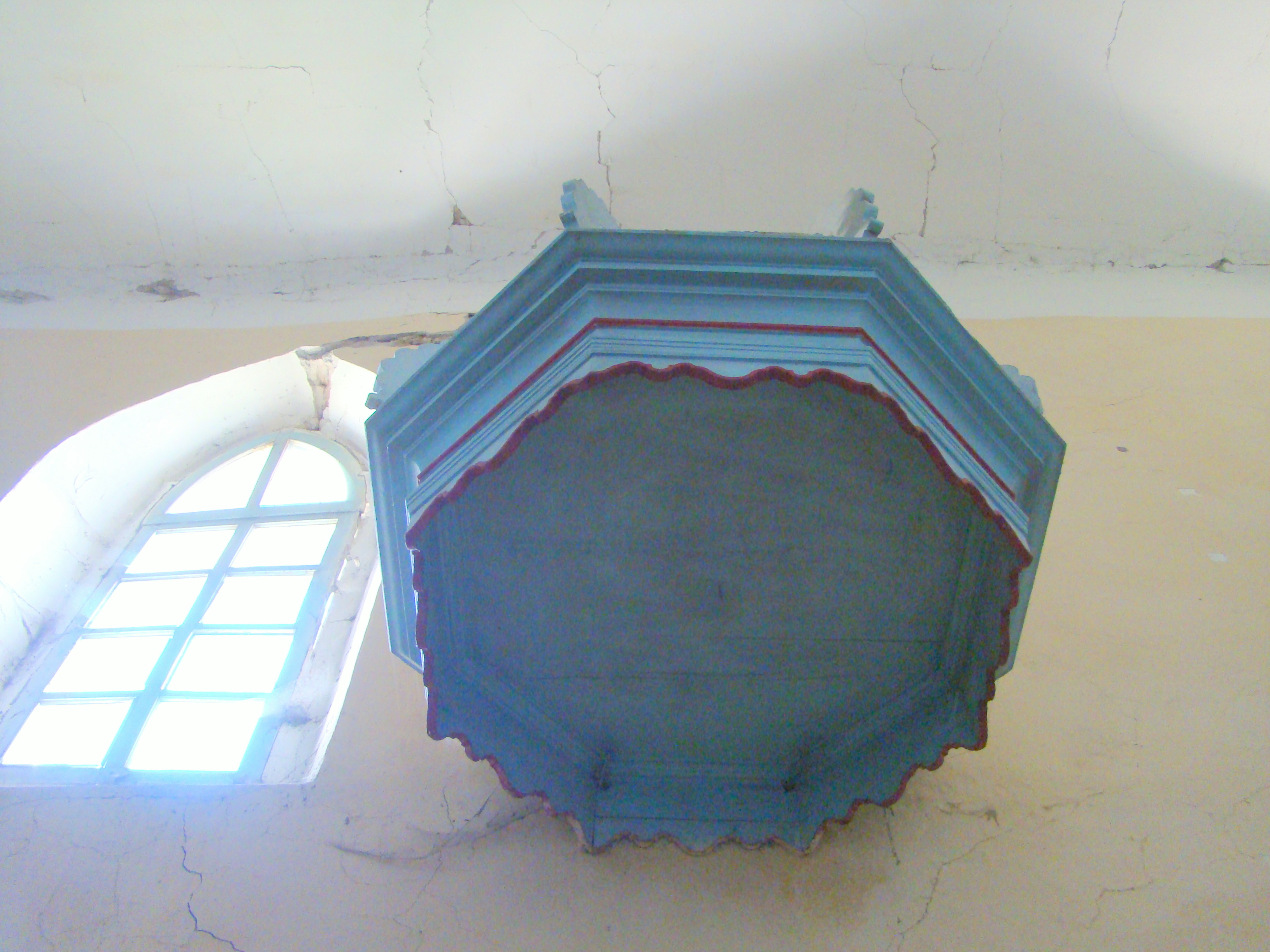
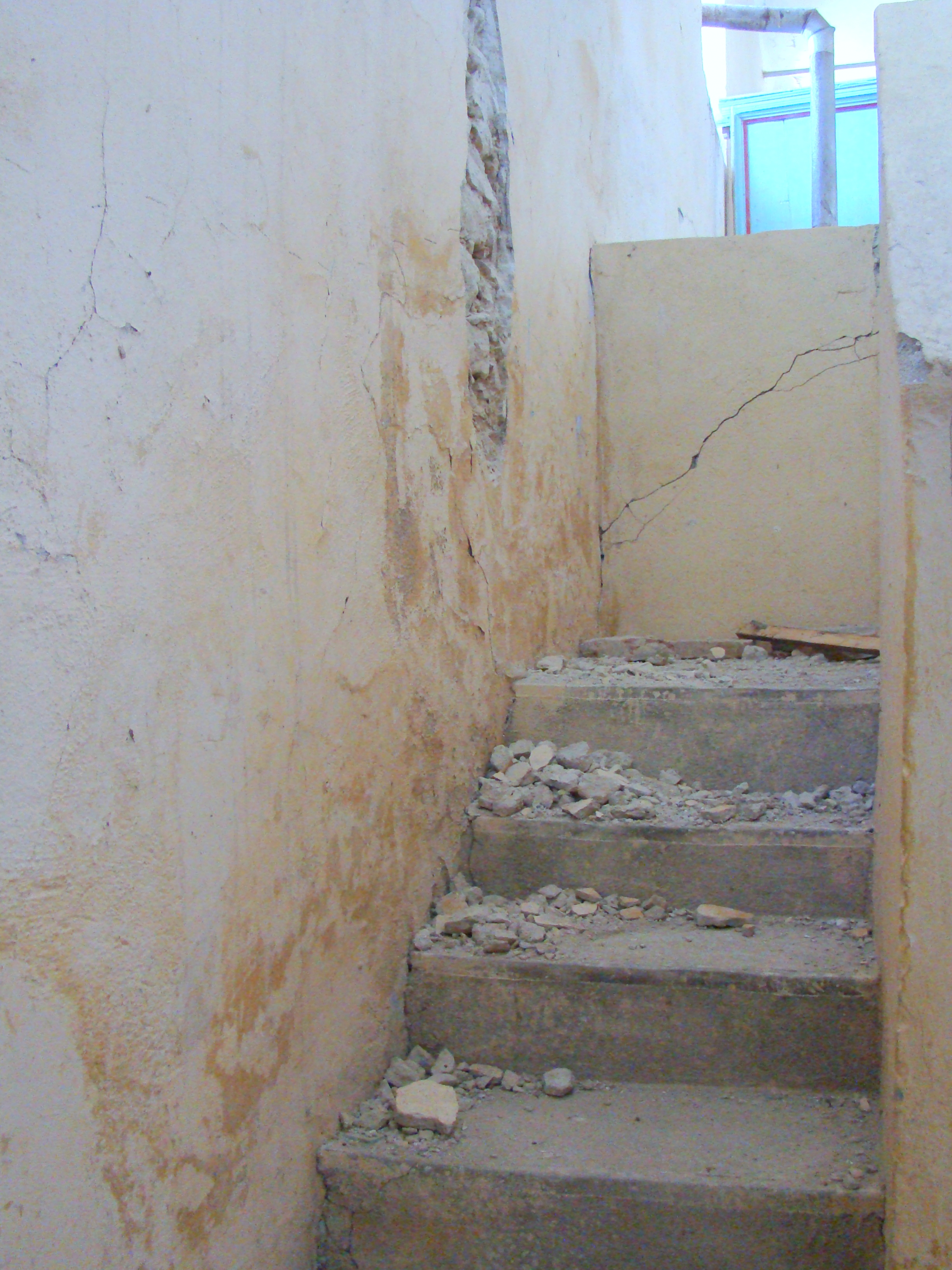
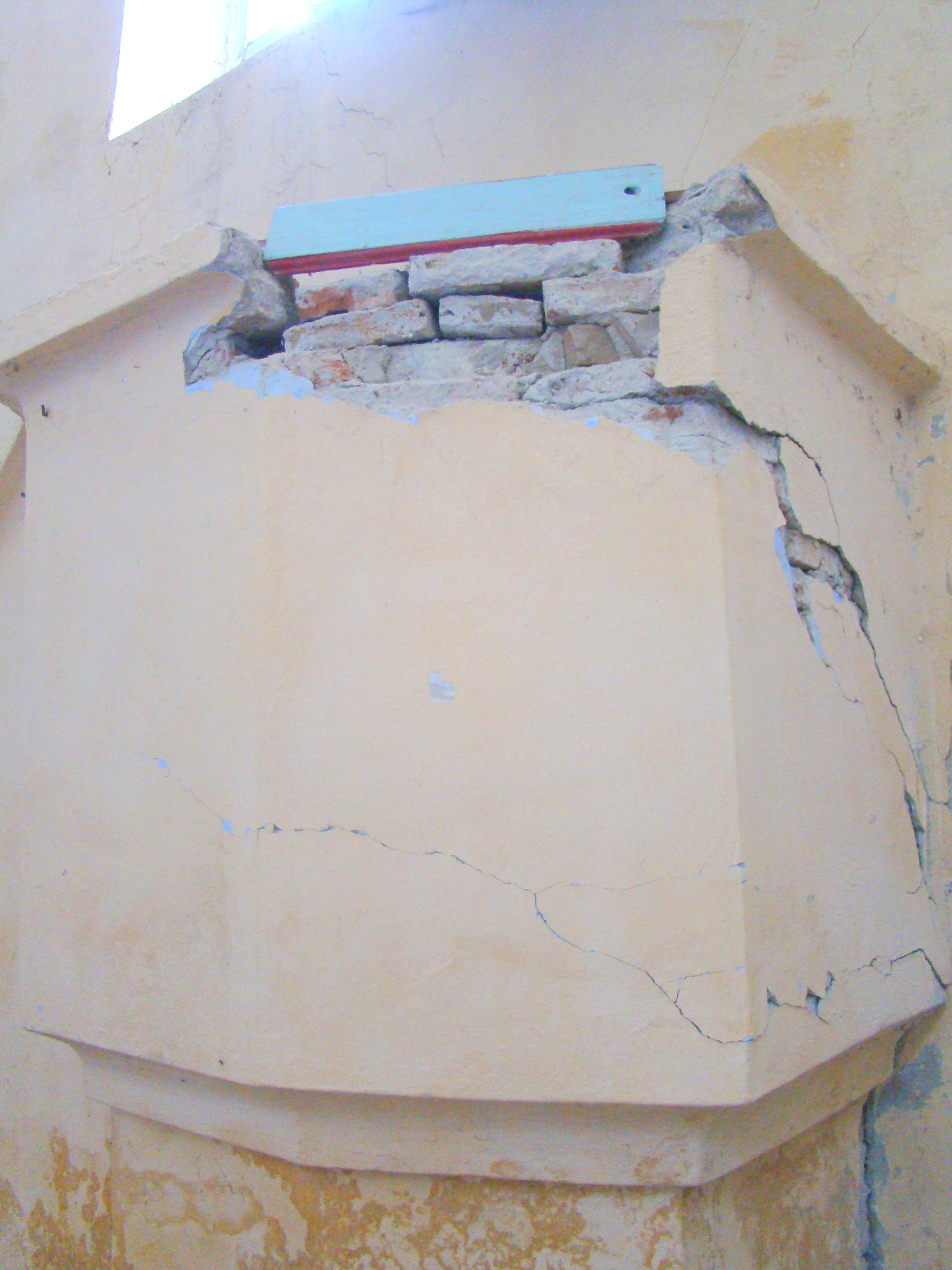
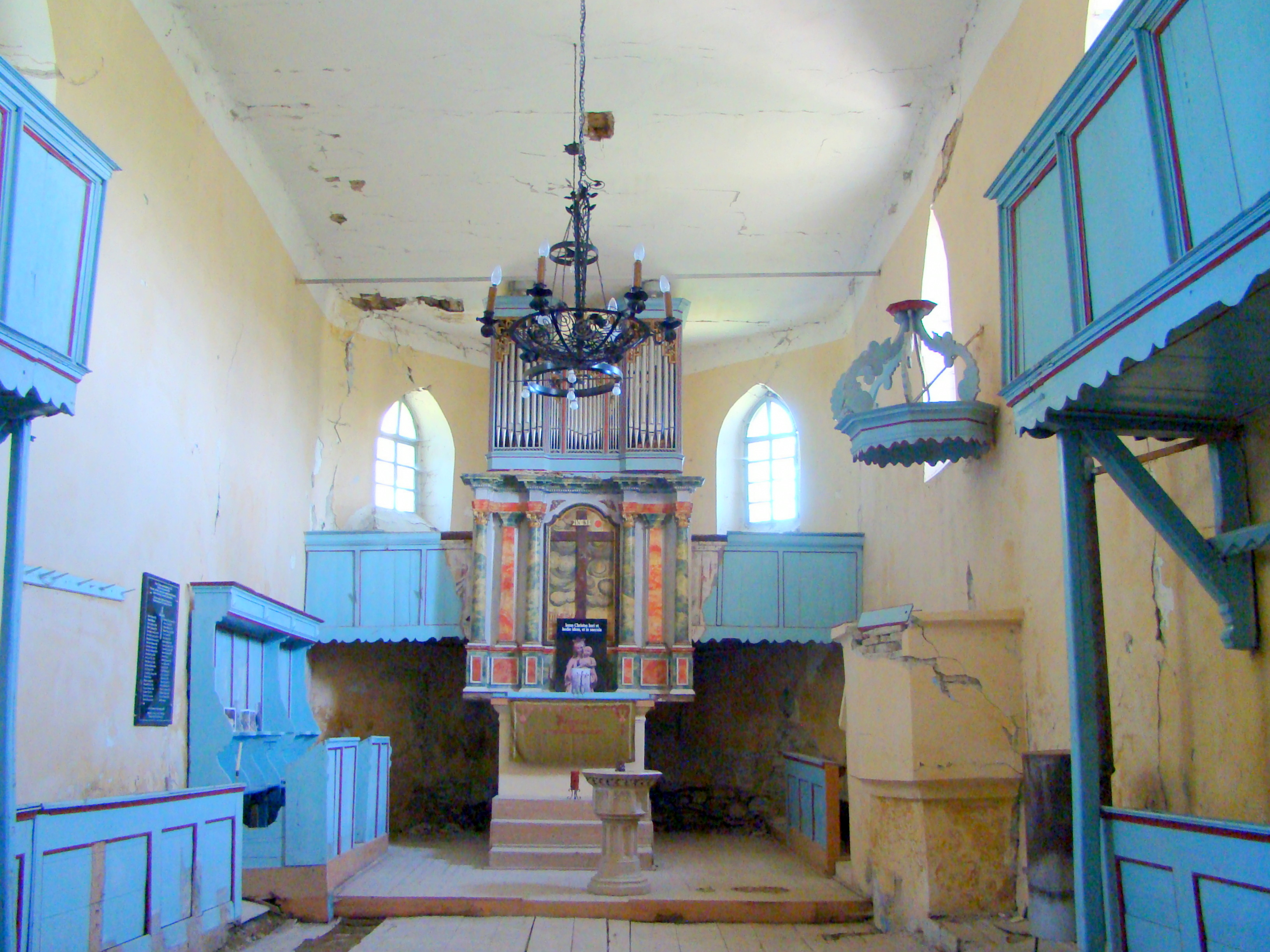
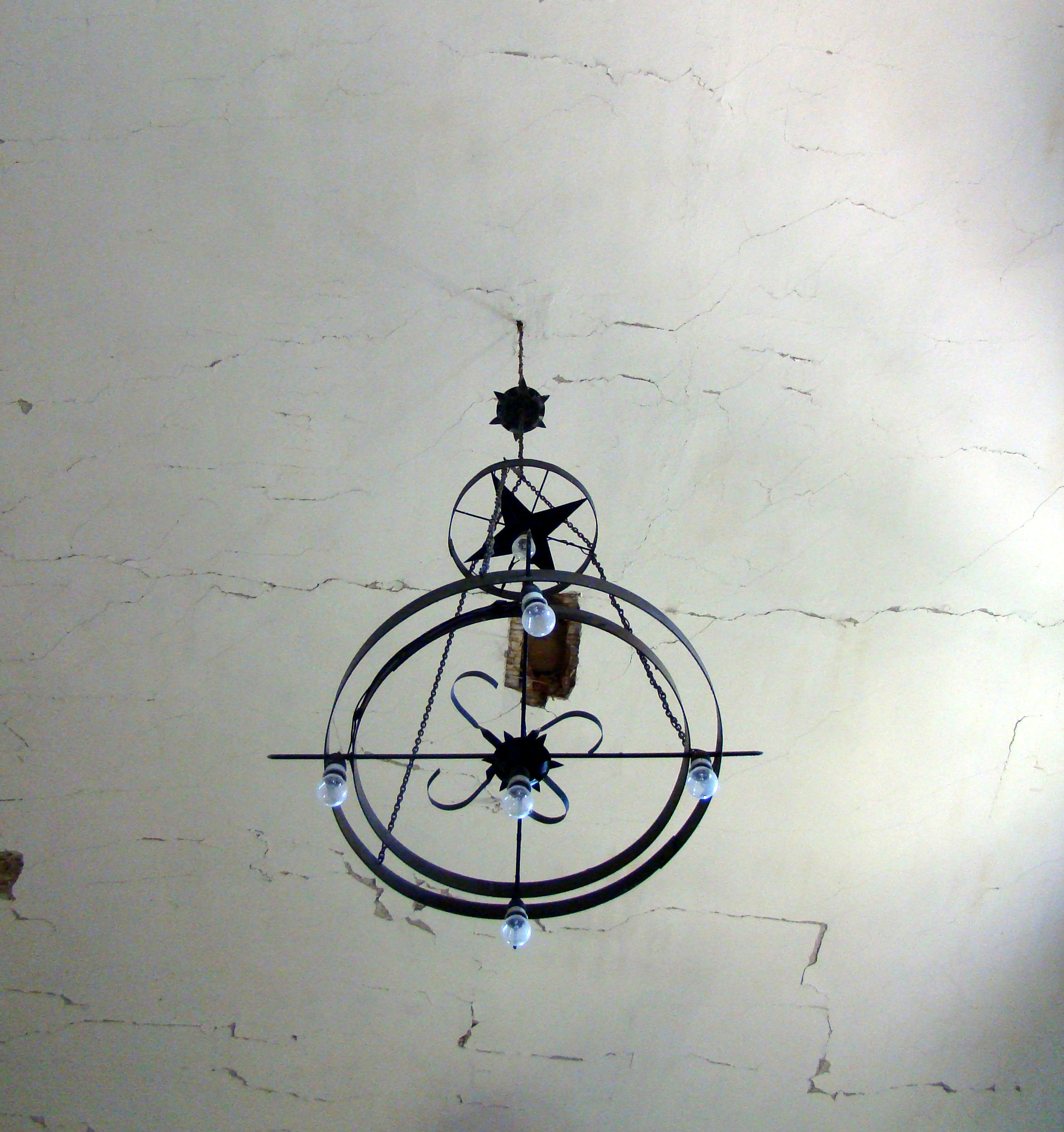
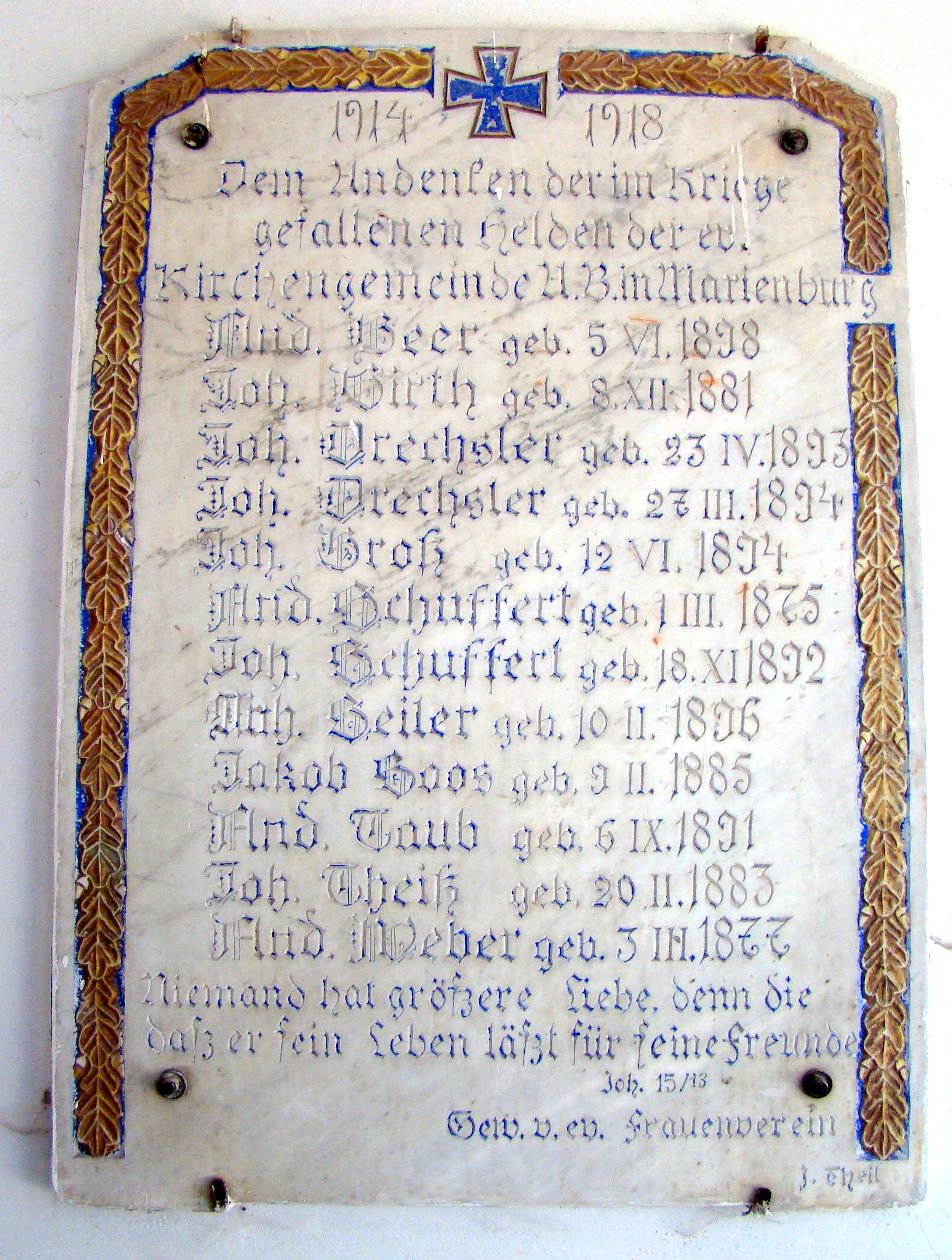
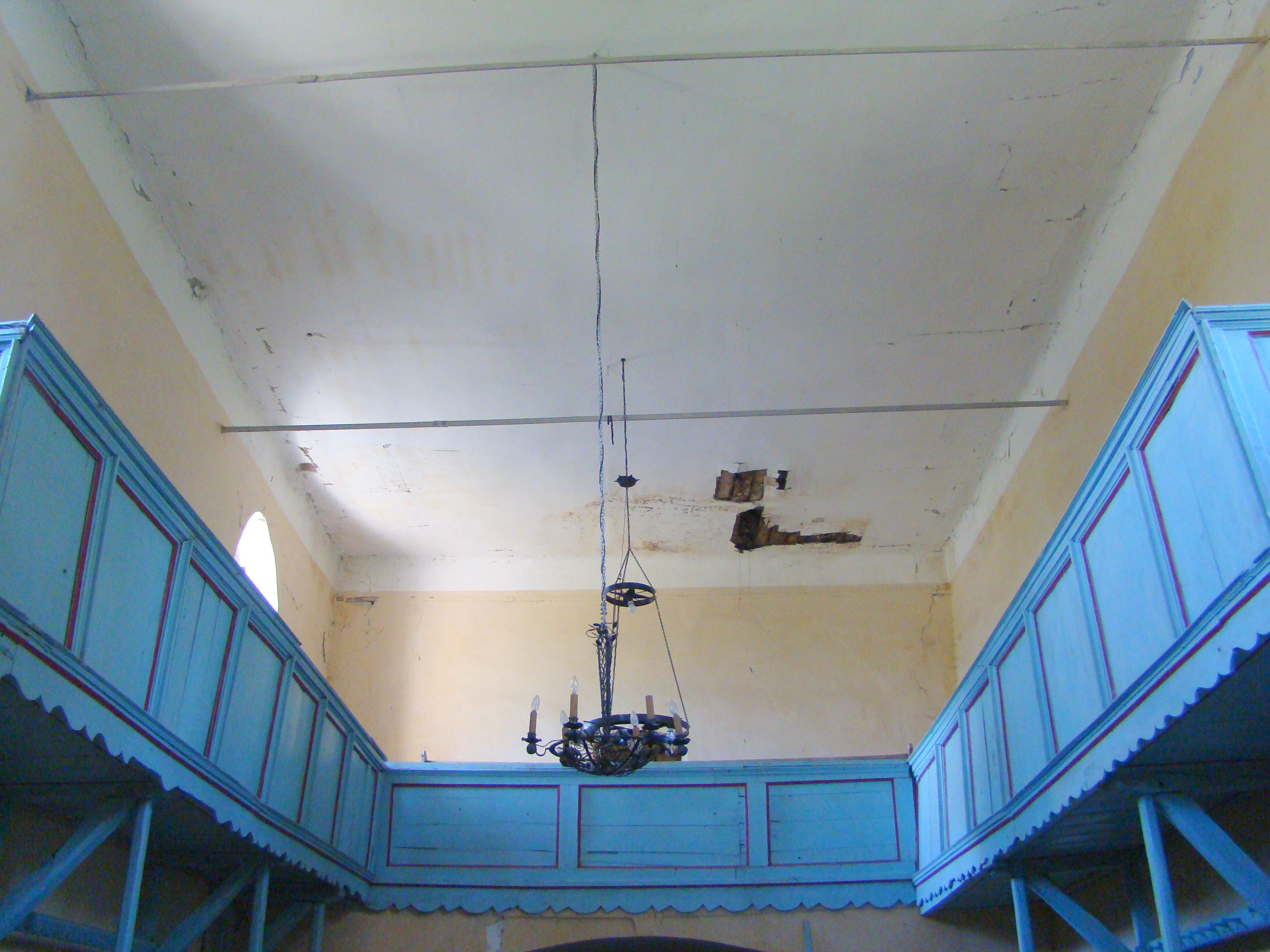
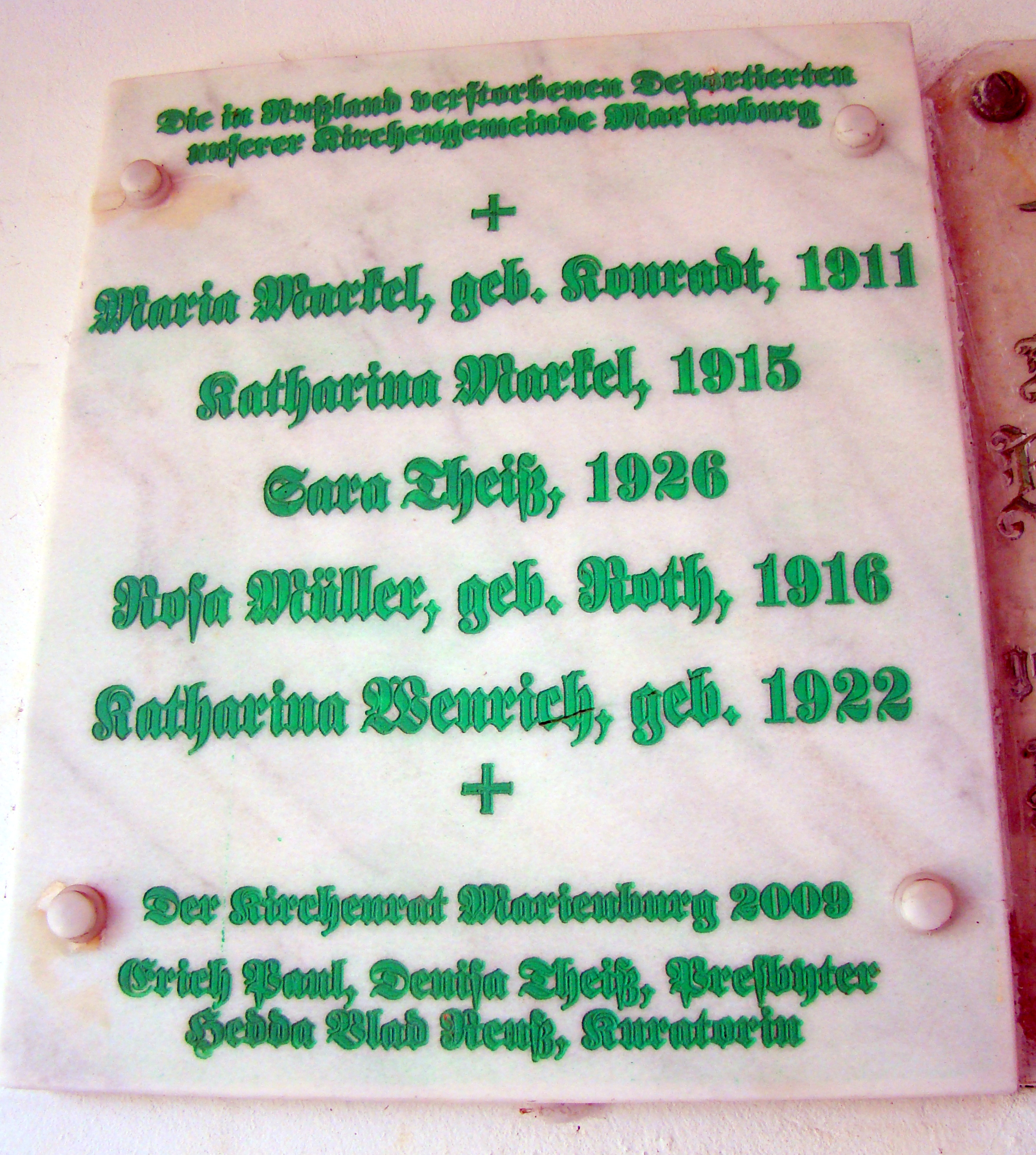
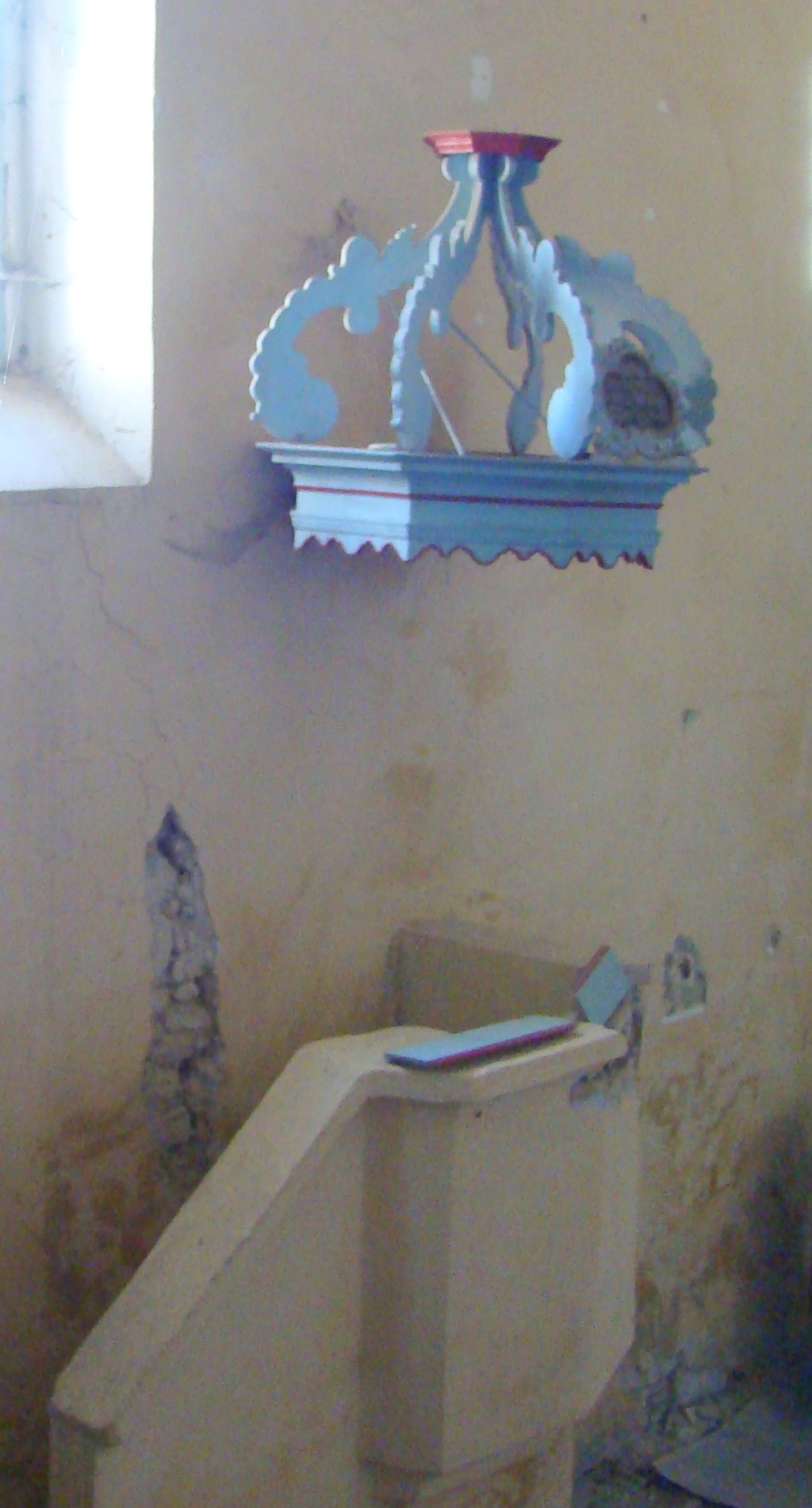
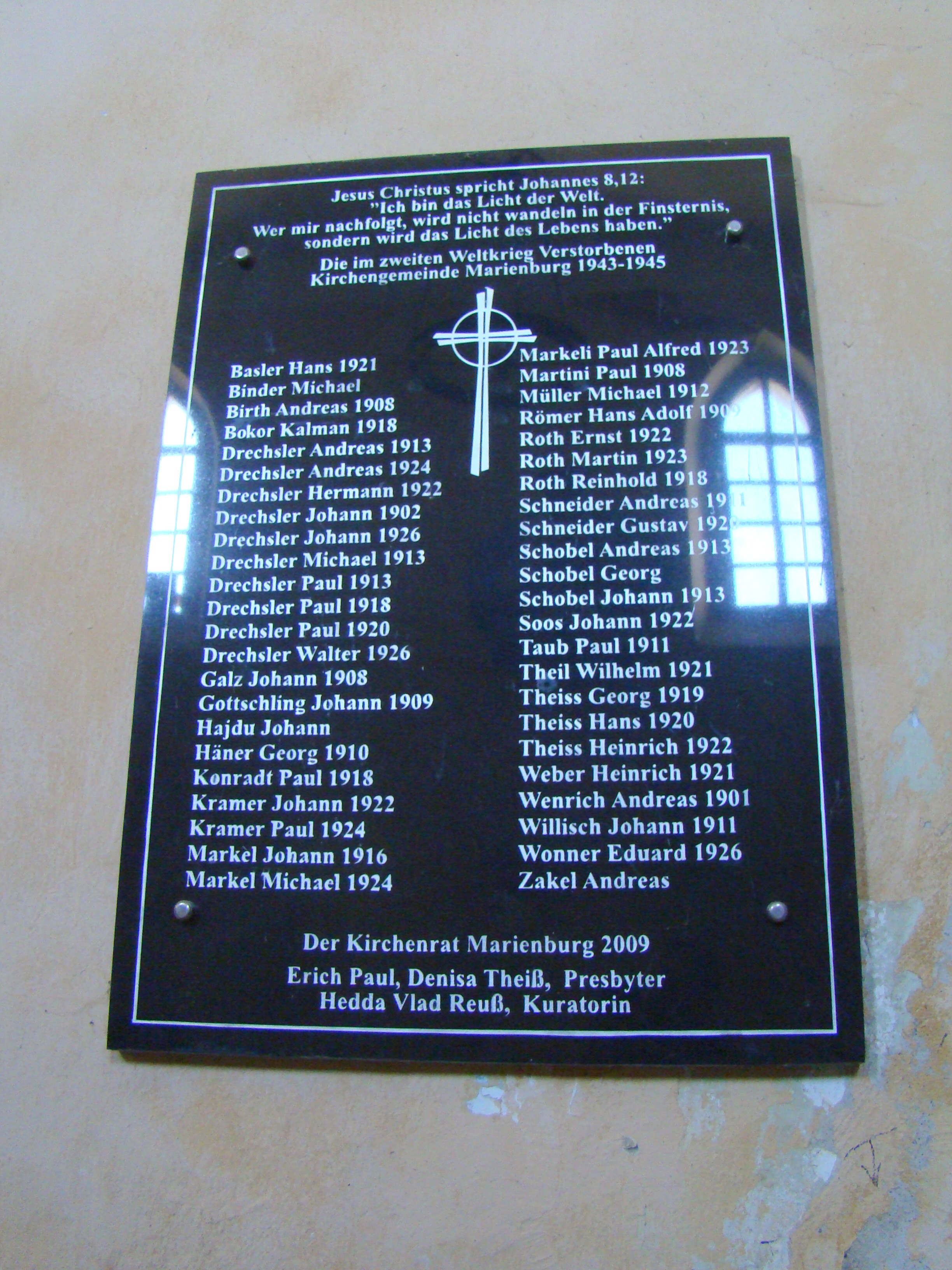
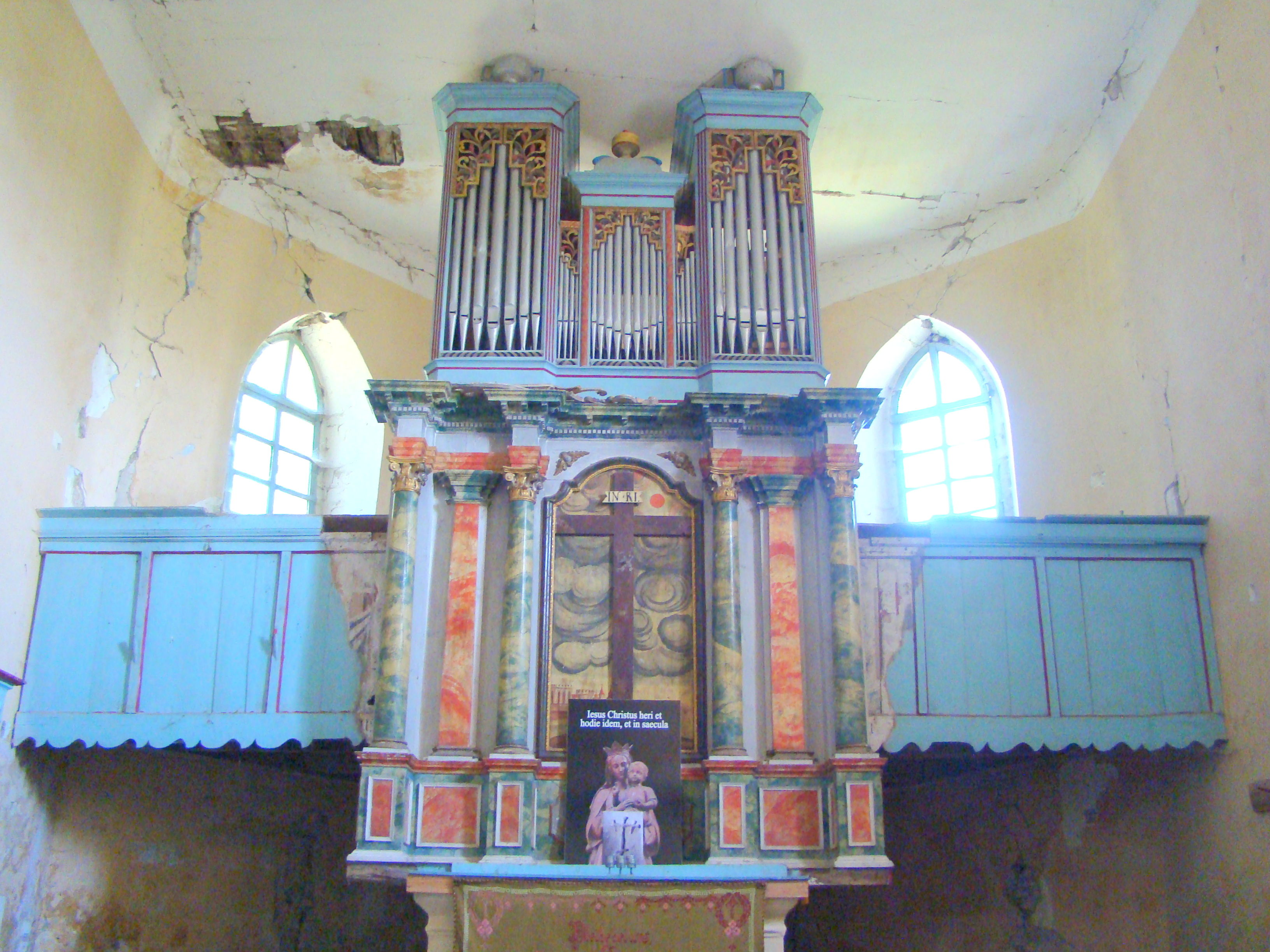
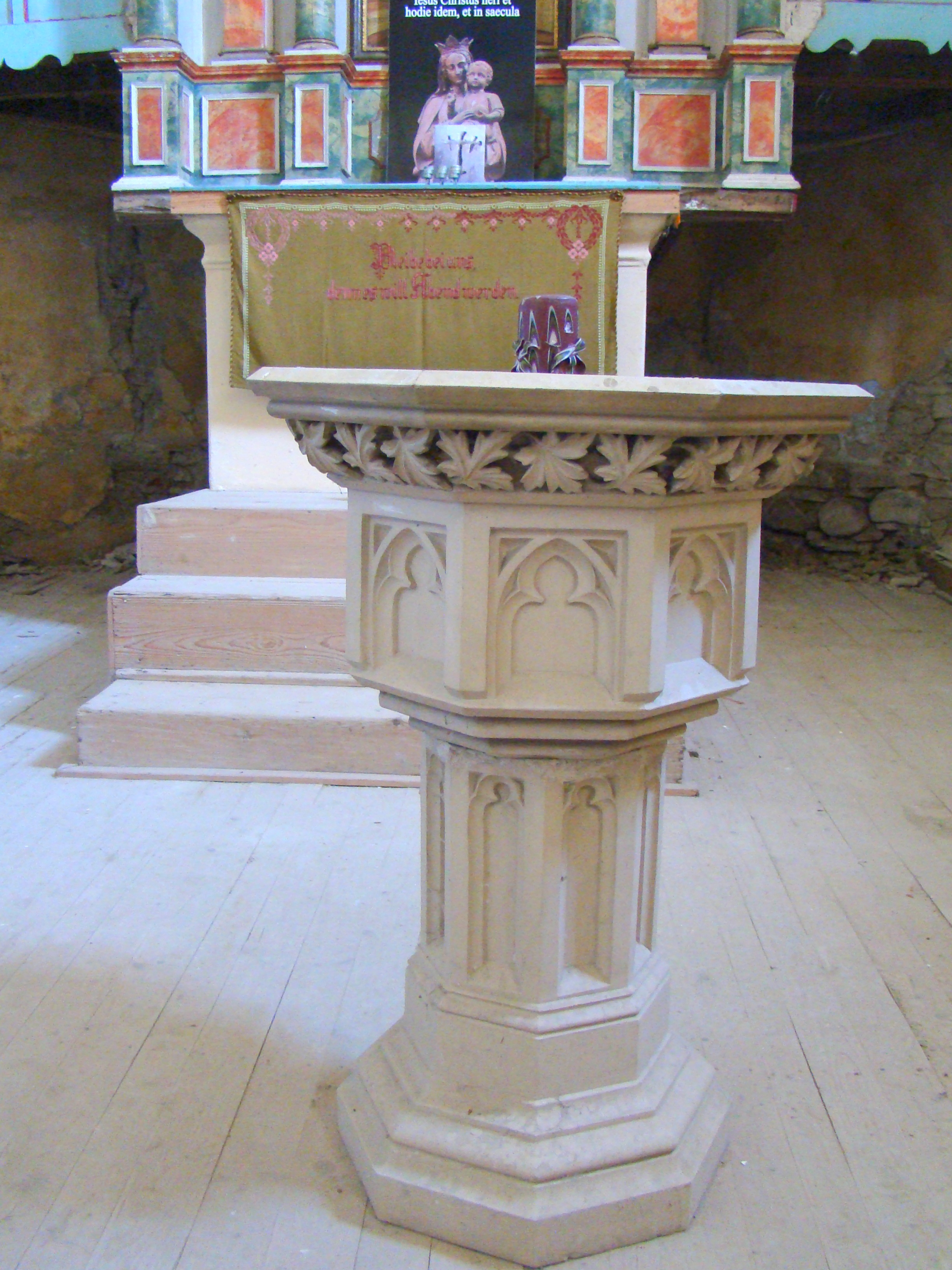
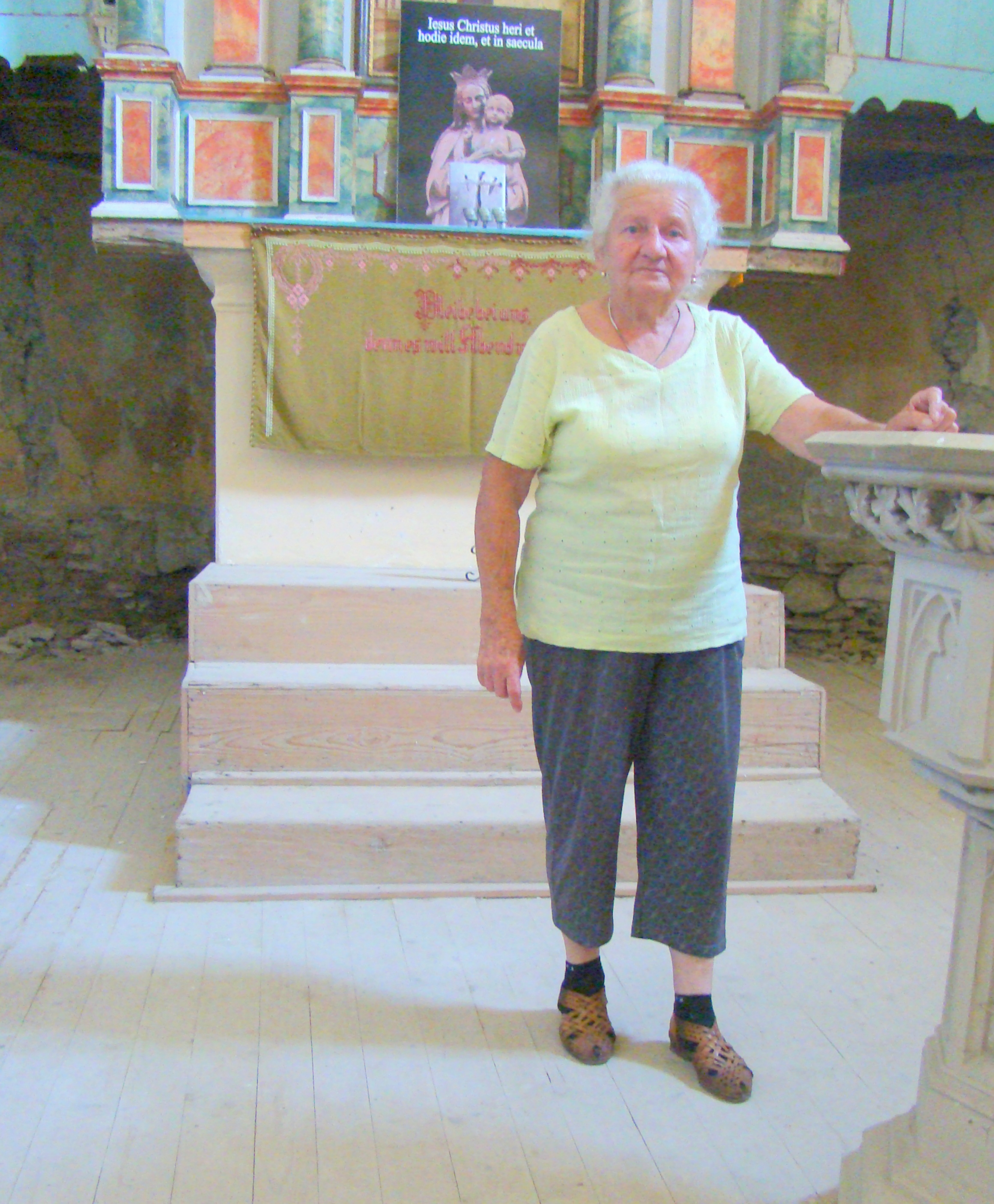
Curatorul bisericii evanghelice din Hetiur: Theiss Marika (80 ani)
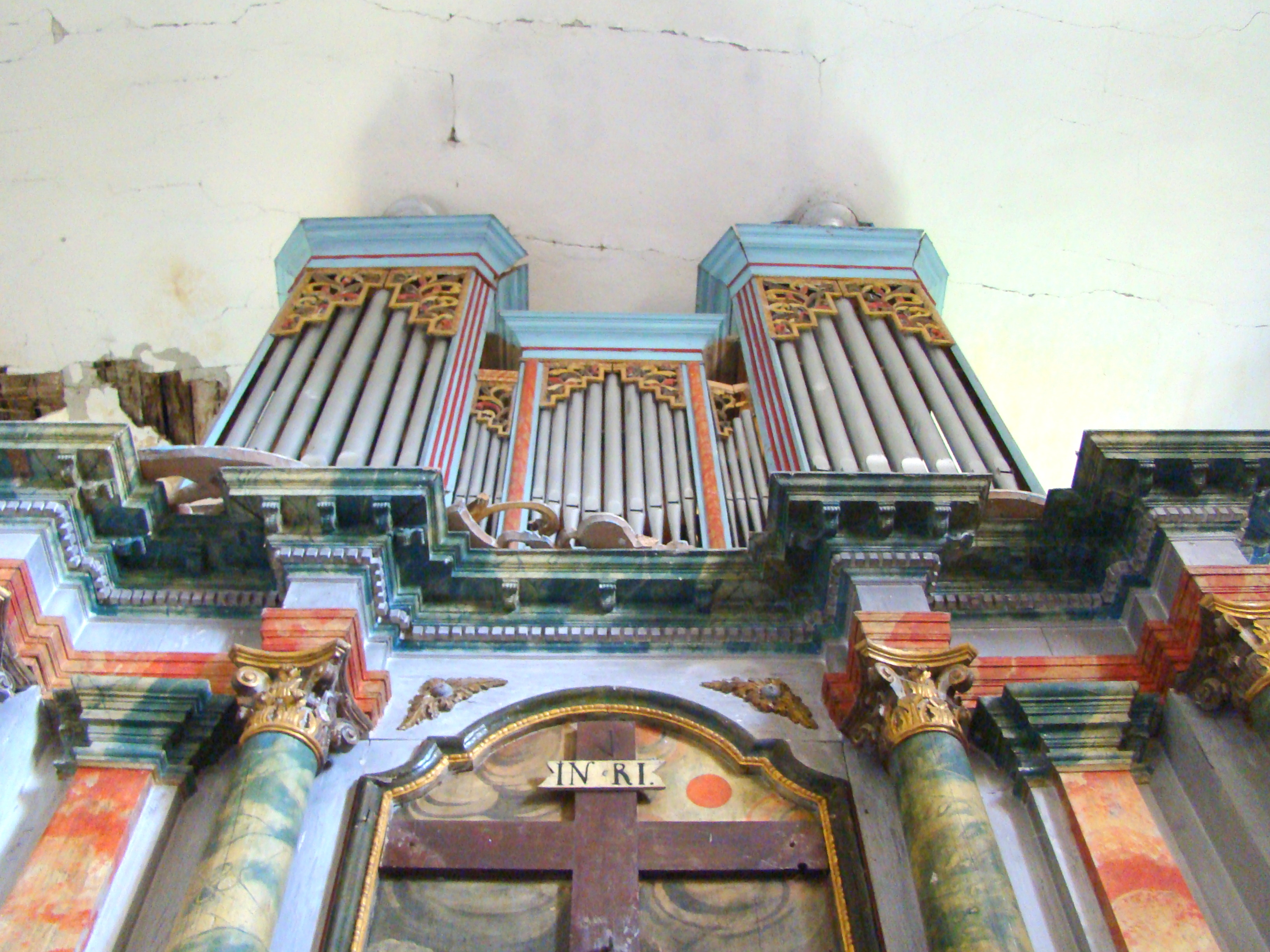
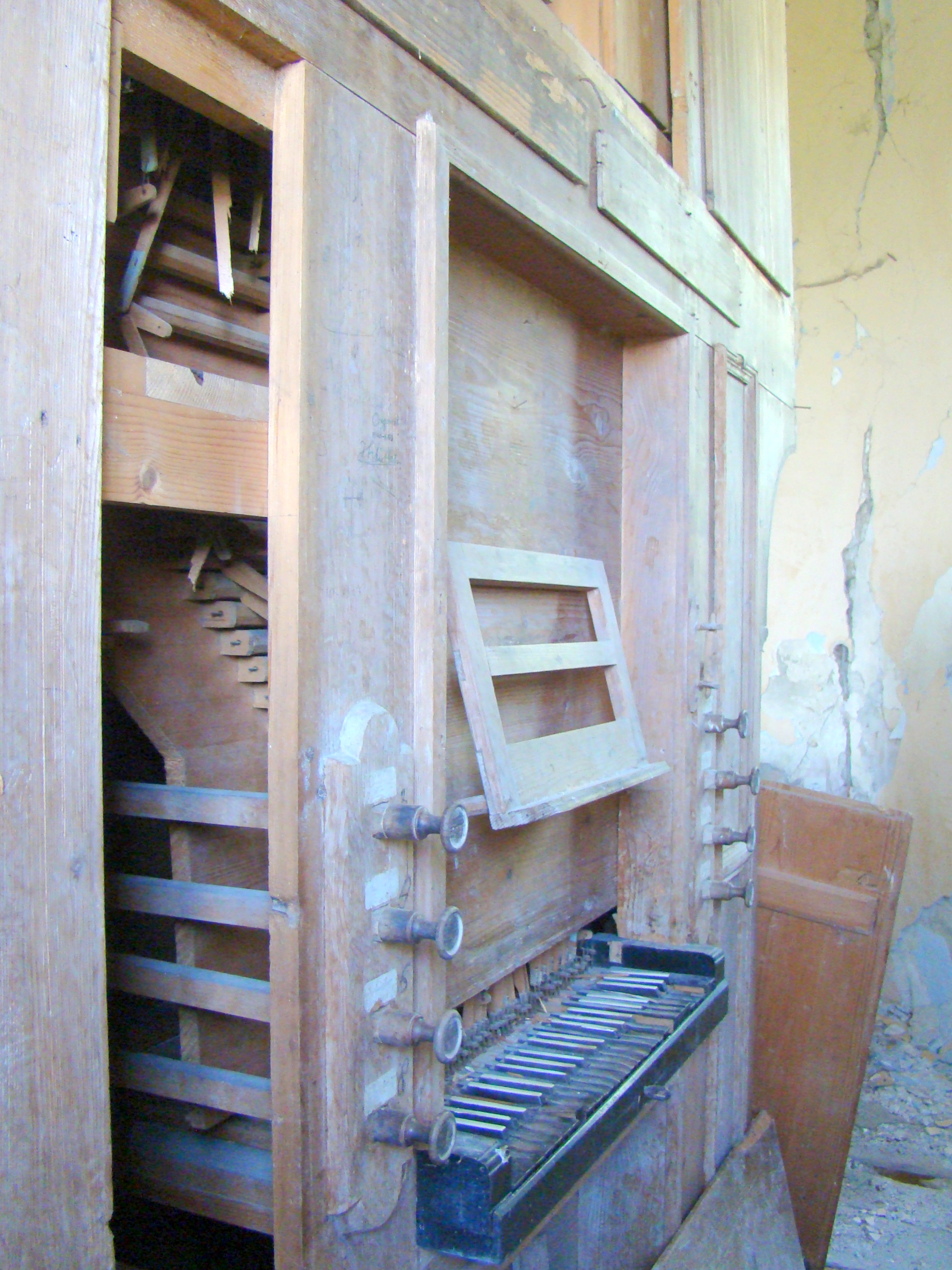
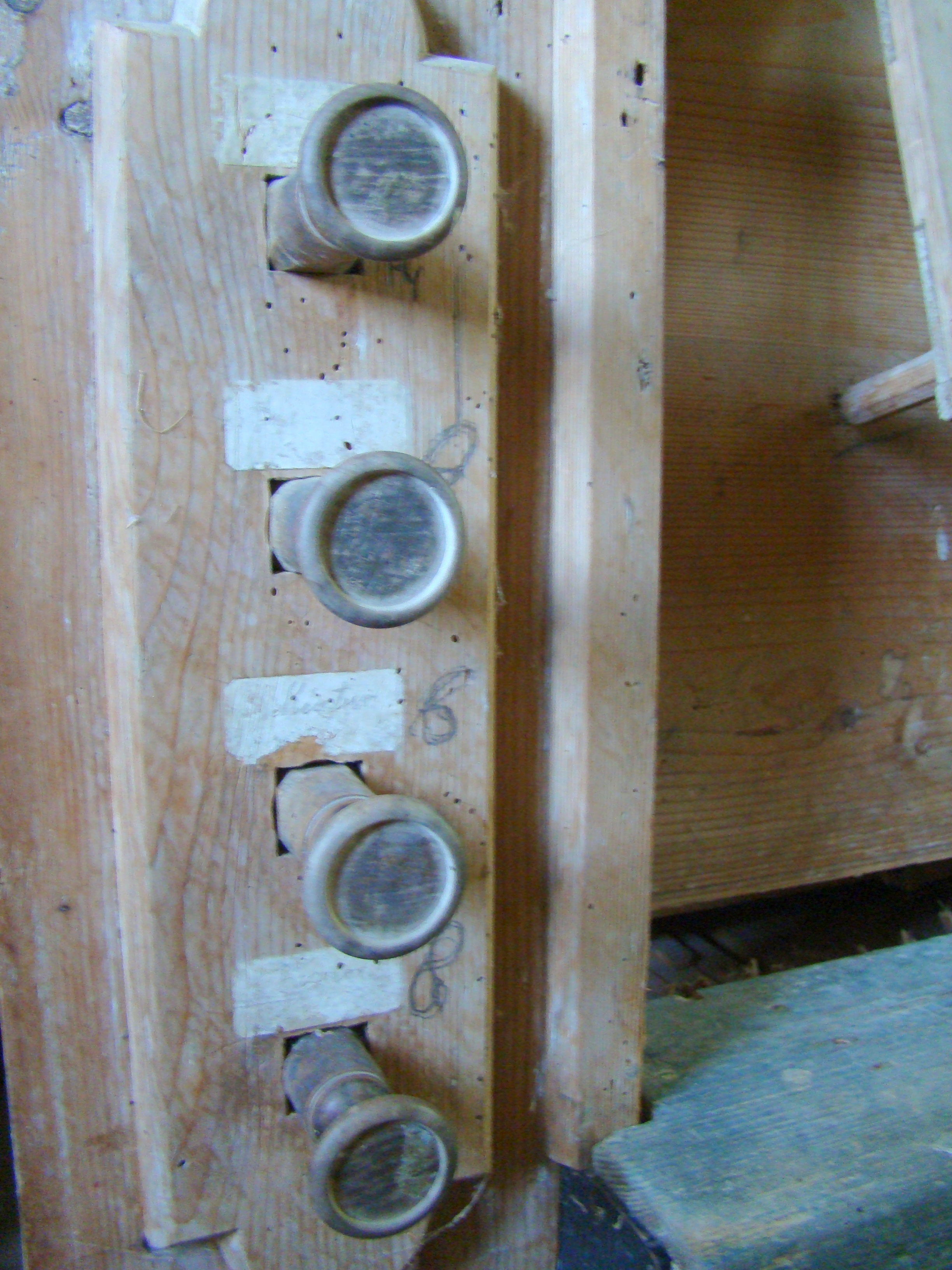
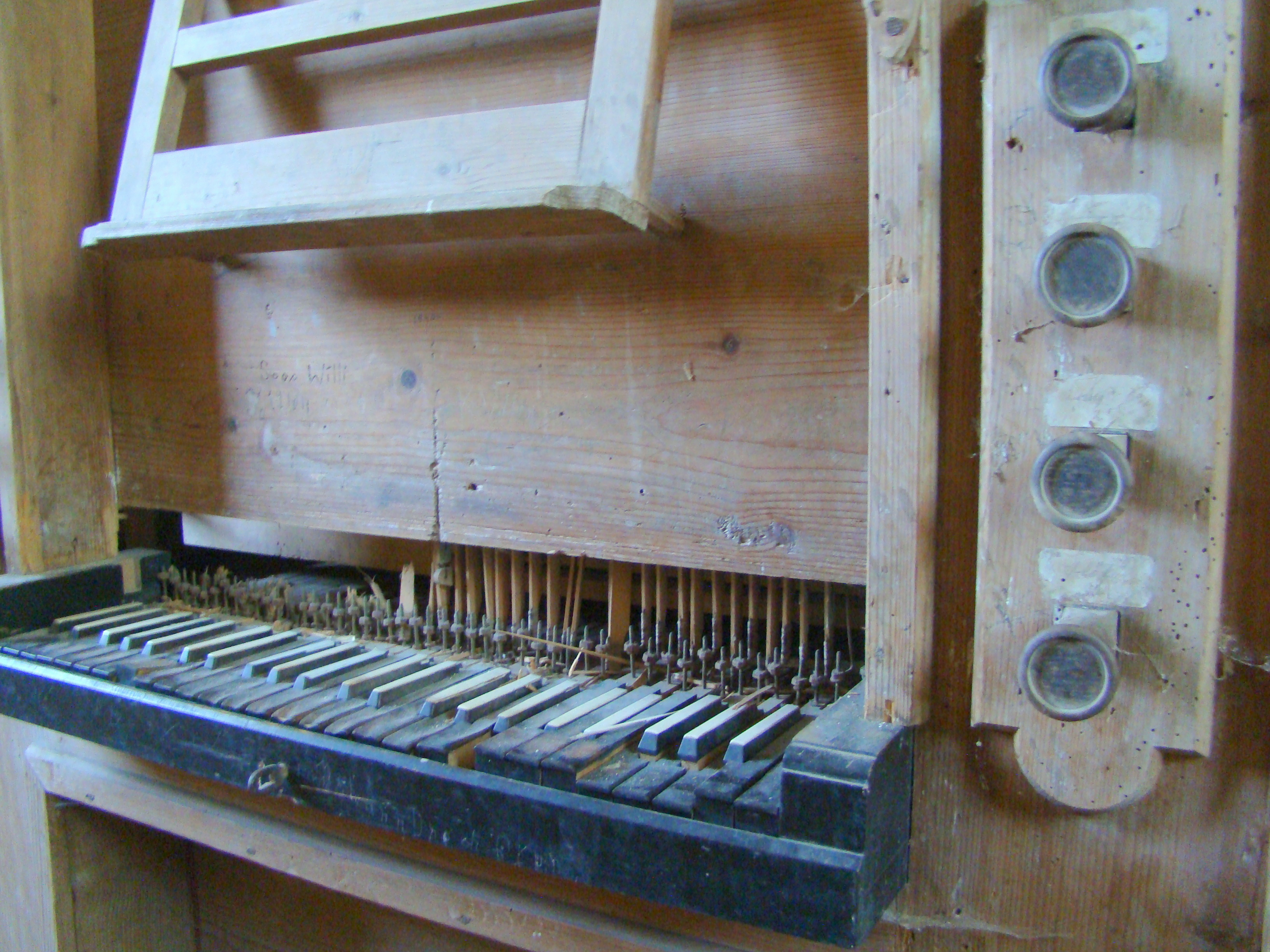
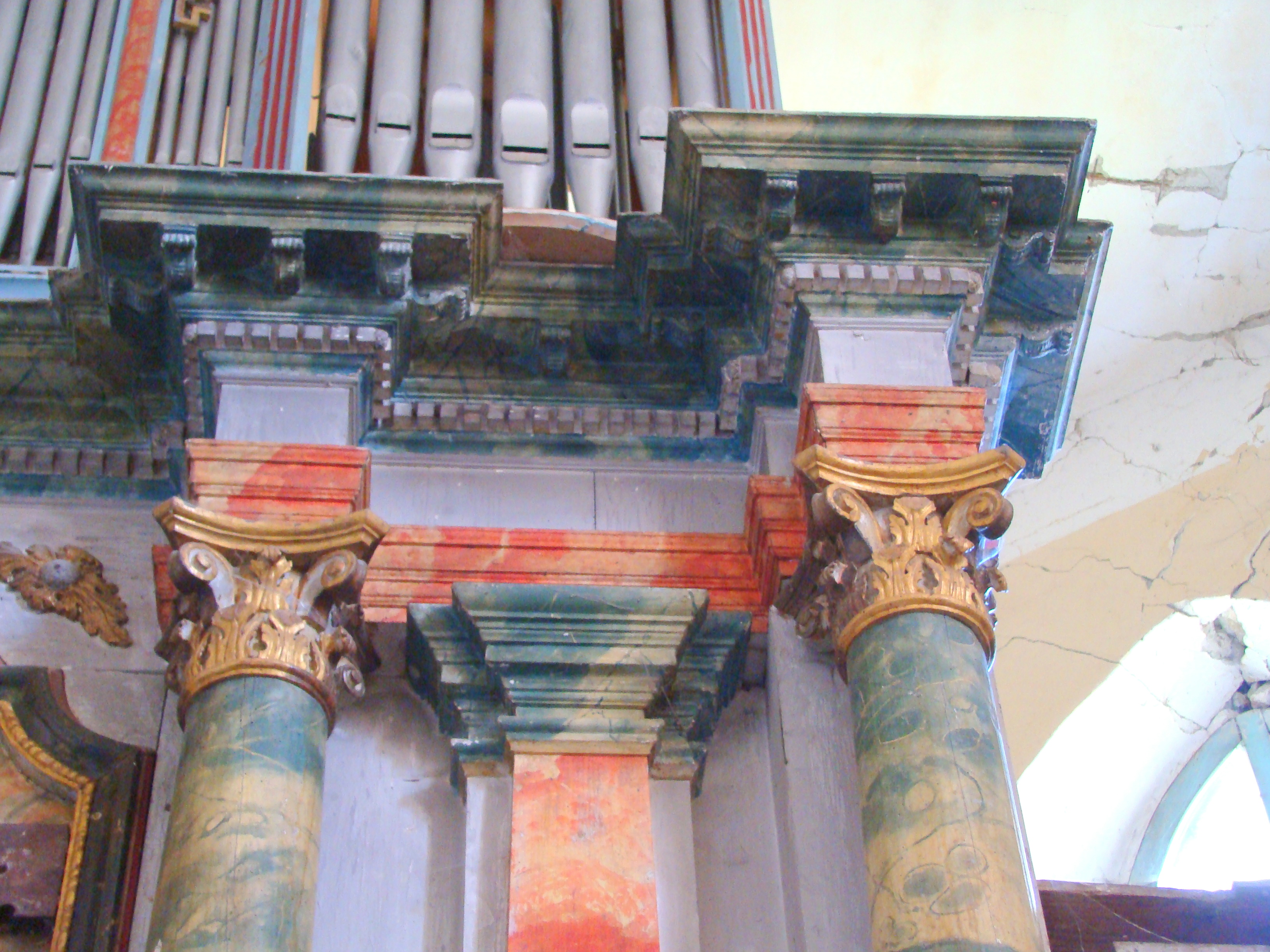